# Lista över fornlämningar i Västerviks kommun (Gamleby)
Lista över fornlämningar i Västerviks kommun (Gamleby) är en förteckning av ett urval av de fornlämningar som finns i Gamleby i Västerviks kommun.
| Namn                           | Lämningstyp                 | Tillkomsttid | Historisk indelning | Plats | Läge                 | ID-nr          | Bild                                      |
| ------------------------------ | --------------------------- | ------------ | ------------------- | ----- | -------------------- | -------------- | ----------------------------------------- |
| Gamleby 3:1                    | Röse                        |              | Gamleby, Småland    |       | 57.859091, 16.430296 | 10080600030001 | Ladda upp en bild av detta fornminne      |
| Gamleby 3:2                    | Röse                        |              | Gamleby, Småland    |       | 57.859222, 16.430152 | 10080600030002 | Ladda upp en bild av detta fornminne      |
| Gamleby 3:3                    | Röse                        |              | Gamleby, Småland    |       | 57.859530, 16.429830 | 10080600030003 | Ladda upp en bild av detta fornminne      |
| Gamleby 3:4                    | Stensättning                |              | Gamleby, Småland    |       | 57.859550, 16.430004 | 10080600030004 | Ladda upp en bild av detta fornminne      |
| Gamleby 5:1                    | Röse                        |              | Gamleby, Småland    |       | 57.863219, 16.414653 | 10080600050001 | Ladda upp en bild av detta fornminne      |
| Gamleby 6:1                    | Gravfält                    |              | Gamleby, Småland    |       | 57.873439, 16.403254 | 10080600060001 | Ladda upp en bild av detta fornminne      |
| Gamleby 7:1                    | Röse                        |              | Gamleby, Småland    |       | 57.874654, 16.404530 | 10080600070001 | Ladda upp en bild av detta fornminne      |
| Gamleby 7:2                    | Stensättning                |              | Gamleby, Småland    |       | 57.874801, 16.405194 | 10080600070002 | Ladda upp en bild av detta fornminne      |
| Gamleby 8:1                    | Röse                        |              | Gamleby, Småland    |       | 57.875188, 16.405545 | 10080600080001 | Ladda upp en bild av detta fornminne      |
| Gamleby 8:2                    | Stensättning                |              | Gamleby, Småland    |       | 57.874961, 16.405640 | 10080600080002 | Ladda upp en bild av detta fornminne      |
| Gamleby 8:3                    | Stensättning                |              | Gamleby, Småland    |       | 57.874920, 16.405878 | 10080600080003 | Ladda upp en bild av detta fornminne      |
| Gamleby 10:1                   | Röse                        |              | Gamleby, Småland    |       | 57.874894, 16.407494 | 10080600100001 | Ladda upp en bild av detta fornminne      |
| Gamleby 12:1                   | Röse                        |              | Gamleby, Småland    |       | 57.873273, 16.407190 | 10080600120001 | Ladda upp en bild av detta fornminne      |
| Gamleby 12:2                   | Röse                        |              | Gamleby, Småland    |       | 57.873426, 16.407954 | 10080600120002 | Ladda upp en bild av detta fornminne      |
| Gamleby 12:3                   | Stensättning                |              | Gamleby, Småland    |       | 57.873272, 16.408272 | 10080600120003 | Ladda upp en bild av detta fornminne      |
| Gamleby 14:1                   | Hög                         |              | Gamleby, Småland    |       | 57.872186, 16.409262 | 10080600140001 | Ladda upp en bild av detta fornminne      |
| Gamleby 14:2                   | Stensättning                |              | Gamleby, Småland    |       | 57.871970, 16.409387 | 10080600140002 | Ladda upp en bild av detta fornminne      |
| Gamleby 15:1                   | Röse                        |              | Gamleby, Småland    |       | 57.870627, 16.409679 | 10080600150001 | Ladda upp en bild av detta fornminne      |
| Gamleby 17:1                   | Röse                        |              | Gamleby, Småland    |       | 57.876268, 16.404069 | 10080600170001 | Ladda upp en bild av detta fornminne      |
| Gamleby 18:1                   | Gravfält                    |              | Gamleby, Småland    |       | 57.876748, 16.402743 | 10080600180001 | Ladda upp en bild av detta fornminne      |
| Brudkullebacken (Gamleby 19:1) | Gravfält                    |              | Gamleby, Småland    |       | 57.877597, 16.405728 | 10080600190001 | Ladda upp en bild av detta fornminne      |
| Gamleby 20:1                   | Stensättning                |              | Gamleby, Småland    |       | 57.881299, 16.403894 | 10080600200001 | Ladda upp en bild av detta fornminne      |
| Gamleby 22:1                   | Stensättning                |              | Gamleby, Småland    |       | 57.880228, 16.401276 | 10080600220001 | Ladda upp en bild av detta fornminne      |
| Gamleby 23:1                   | Gravfält                    |              | Gamleby, Småland    |       | 57.880194, 16.397092 | 10080600230001 | Ladda upp en bild av detta fornminne      |
| Gamleby 24:1                   | Gravfält                    |              | Gamleby, Småland    |       | 57.880907, 16.396318 | 10080600240001 | Ladda upp en bild av detta fornminne      |
| Gamleby 25:1                   | Röse                        |              | Gamleby, Småland    |       | 57.881506, 16.395533 | 10080600250001 | Ladda upp en bild av detta fornminne      |
| Gamleby 25:2                   | Röse                        |              | Gamleby, Småland    |       | 57.881622, 16.395338 | 10080600250002 | Ladda upp en bild av detta fornminne      |
| Gamleby 25:3                   | Stensättning                |              | Gamleby, Småland    |       | 57.881716, 16.395242 | 10080600250003 | Ladda upp en bild av detta fornminne      |
| Gamleby 25:4                   | Röse                        |              | Gamleby, Småland    |       | 57.881767, 16.395040 | 10080600250004 | Ladda upp en bild av detta fornminne      |
| Gamleby 26:1                   | Stensättning                |              | Gamleby, Småland    |       | 57.881888, 16.394537 | 10080600260001 | Ladda upp en bild av detta fornminne      |
| Gamleby 28:1                   | Röse                        |              | Gamleby, Småland    |       | 57.882241, 16.393416 | 10080600280001 | Ladda upp en bild av detta fornminne      |
| Gamleby 28:2                   | Stensättning                |              | Gamleby, Småland    |       | 57.881873, 16.393655 | 10080600280002 | Ladda upp en bild av detta fornminne      |
| Gamleby 29:1                   | Stensättning                |              | Gamleby, Småland    |       | 57.881593, 16.391427 | 10080600290001 | Ladda upp en bild av detta fornminne      |
| Gamleby 29:2                   | Stensättning                |              | Gamleby, Småland    |       | 57.881543, 16.391712 | 10080600290002 | Ladda upp en bild av detta fornminne      |
| Gamleby 29:3                   | Stensättning                |              | Gamleby, Småland    |       | 57.881547, 16.391995 | 10080600290003 | Ladda upp en bild av detta fornminne      |
| Gamleby 30:1                   | Röse                        |              | Gamleby, Småland    |       | 57.883350, 16.390941 | 10080600300001 | Ladda upp en bild av detta fornminne      |
| Gamleby 31:1                   | Röse                        |              | Gamleby, Småland    |       | 57.883685, 16.389678 | 10080600310001 | Ladda upp en bild av detta fornminne      |
| Gamleby 32:1                   | Röse                        |              | Gamleby, Småland    |       | 57.884493, 16.387524 | 10080600320001 | Ladda upp en till bild av detta fornminne |
| Gamleby 32:2                   | Röse                        |              | Gamleby, Småland    |       | 57.884384, 16.387640 | 10080600320002 | Ladda upp en bild av detta fornminne      |
| Gamleby 32:3                   | Röse                        |              | Gamleby, Småland    |       | 57.884276, 16.387752 | 10080600320003 | Ladda upp en bild av detta fornminne      |
| Gamleby 32:4                   | Röse                        |              | Gamleby, Småland    |       | 57.883895, 16.388318 | 10080600320004 | Ladda upp en bild av detta fornminne      |
| Gamleby 32:5                   | Stensättning                |              | Gamleby, Småland    |       | 57.883563, 16.388723 | 10080600320005 | Ladda upp en bild av detta fornminne      |
| Gamleby 32:6                   | Stensättning                |              | Gamleby, Småland    |       | 57.883429, 16.388915 | 10080600320006 | Ladda upp en bild av detta fornminne      |
| Gamleby 33:1                   | Gravfält                    |              | Gamleby, Småland    |       | 57.883592, 16.387430 | 10080600330001 | Ladda upp en bild av detta fornminne      |
| Gamleby 34:1                   | Gravfält                    |              | Gamleby, Småland    |       | 57.884327, 16.386038 | 10080600340001 | Ladda upp en bild av detta fornminne      |
| Gamleby 37:1                   | Stensättning                |              | Gamleby, Småland    |       | 57.884677, 16.382391 | 10080600370001 | Ladda upp en bild av detta fornminne      |
| Gamleby 38:1                   | Stensättning                |              | Gamleby, Småland    |       | 57.886492, 16.386228 | 10080600380001 | Ladda upp en bild av detta fornminne      |
| Gamleby 39:1                   | Stensättning                |              | Gamleby, Småland    |       | 57.886139, 16.393170 | 10080600390001 | Ladda upp en bild av detta fornminne      |
| Gamleby 40:1                   | Stensättning                |              | Gamleby, Småland    |       | 57.884643, 16.393394 | 10080600400001 | Ladda upp en bild av detta fornminne      |
| Gamleby 41:1                   | Gravfält                    |              | Gamleby, Småland    |       | 57.879427, 16.387649 | 10080600410001 | Ladda upp en bild av detta fornminne      |
| Gamleby 45:1                   | Hällristning                |              | Gamleby, Småland    |       | 57.891743, 16.399904 | 10080600450001 | Ladda upp en bild av detta fornminne      |
| Gamleby 46:1                   | Hällristning                |              | Gamleby, Småland    |       | 57.892013, 16.399134 | 10080600460001 | Ladda upp en bild av detta fornminne      |
| Gamleby 47:1                   | Hällristning                |              | Gamleby, Småland    |       | 57.892164, 16.401221 | 10080600470001 | Ladda upp en bild av detta fornminne      |
| Gamleby 47:2                   | Hällristning                |              | Gamleby, Småland    |       | 57.892053, 16.401349 | 10080600470002 | Ladda upp en bild av detta fornminne      |
| Gamleby 47:3                   | Hällristning                |              | Gamleby, Småland    |       | 57.892011, 16.401400 | 10080600470003 | Ladda upp en bild av detta fornminne      |
| Gamleby 47:4                   | Hällristning                |              | Gamleby, Småland    |       | 57.891872, 16.401398 | 10080600470004 | Ladda upp en bild av detta fornminne      |
| Gamleby 49:1                   | Gravfält                    |              | Gamleby, Småland    |       | 57.884193, 16.413981 | 10080600490001 | Ladda upp en bild av detta fornminne      |
| Gamleby 50:1                   | Gravfält                    |              | Gamleby, Småland    |       | 57.885188, 16.412582 | 10080600500001 | Ladda upp en bild av detta fornminne      |
| Gamleby 51:1                   | Gravfält                    |              | Gamleby, Småland    |       | 57.886336, 16.414260 | 10080600510001 | Ladda upp en bild av detta fornminne      |
| Gamleby 54:1                   | Hällristning                |              | Gamleby, Småland    |       | 57.889720, 16.409106 | 10080600540001 | Ladda upp en bild av detta fornminne      |
| Gamleby 55:1                   | Röse                        |              | Gamleby, Småland    |       | 57.872442, 16.420232 | 10080600550001 | Ladda upp en bild av detta fornminne      |
| Gamleby 55:2                   | Stensättning                |              | Gamleby, Småland    |       | 57.872255, 16.420457 | 10080600550002 | Ladda upp en bild av detta fornminne      |
| Gamleby 56:1                   | Stenkrets                   |              | Gamleby, Småland    |       | 57.884145, 16.373864 | 10080600560001 | Ladda upp en bild av detta fornminne      |
| Gamleby 57:1                   | Röse                        |              | Gamleby, Småland    |       | 57.905156, 16.381592 | 10080600570001 | Ladda upp en bild av detta fornminne      |
| Gamleby 57:2                   | Stensättning                |              | Gamleby, Småland    |       | 57.905473, 16.380872 | 10080600570002 | Ladda upp en bild av detta fornminne      |
| Gamleby 58:1                   | Stensättning                |              | Gamleby, Småland    |       | 57.906374, 16.381375 | 10080600580001 | Ladda upp en bild av detta fornminne      |
| Gamleby 59:1                   | Gravfält                    |              | Gamleby, Småland    |       | 57.905999, 16.378224 | 10080600590001 | Ladda upp en bild av detta fornminne      |
| Se kommentar. (Gamleby 60:1)   | Hög                         |              | Gamleby, Småland    |       | 57.902315, 16.381703 | 10080600600001 | Ladda upp en bild av detta fornminne      |
| Se kommentar. (Gamleby 60:2)   | Hög                         |              | Gamleby, Småland    |       | 57.902028, 16.382125 | 10080600600002 | Ladda upp en till bild av detta fornminne |
| Gamleby 63:1                   | Hällristning                |              | Gamleby, Småland    |       | 57.901447, 16.382573 | 10080600630001 | Ladda upp en bild av detta fornminne      |
| Gamleby 64:1                   | Gravfält                    |              | Gamleby, Småland    |       | 57.901041, 16.384183 | 10080600640001 | Ladda upp en bild av detta fornminne      |
| Gamleby 65:1                   | Stensättning                |              | Gamleby, Småland    |       | 57.897374, 16.390954 | 10080600650001 | Ladda upp en bild av detta fornminne      |
| Gamleby 66:1                   | Gravfält                    |              | Gamleby, Småland    |       | 57.895026, 16.393456 | 10080600660001 | Ladda upp en bild av detta fornminne      |
| Gamleby 67:1                   | Gravfält                    |              | Gamleby, Småland    |       | 57.895322, 16.394197 | 10080600670001 | Ladda upp en bild av detta fornminne      |
| Gamleby 68:1                   | Stensättning                |              | Gamleby, Småland    |       | 57.895920, 16.388733 | 10080600680001 | Ladda upp en bild av detta fornminne      |
| Gamleby 68:2                   | Stensättning                |              | Gamleby, Småland    |       | 57.896087, 16.388598 | 10080600680002 | Ladda upp en bild av detta fornminne      |
| Gamleby 69:1                   | Stensättning                |              | Gamleby, Småland    |       | 57.896523, 16.387798 | 10080600690001 | Ladda upp en bild av detta fornminne      |
| Gamleby 70:1                   | Stensättning                |              | Gamleby, Småland    |       | 57.896614, 16.386458 | 10080600700001 | Ladda upp en bild av detta fornminne      |
| Gamleby 72:1                   | Röse                        |              | Gamleby, Småland    |       | 57.892716, 16.383407 | 10080600720001 | Ladda upp en bild av detta fornminne      |
| Gamleby 74:1                   | Stensättning                |              | Gamleby, Småland    |       | 57.893635, 16.381531 | 10080600740001 | Ladda upp en bild av detta fornminne      |
| Gamleby 74:2                   | Stensättning                |              | Gamleby, Småland    |       | 57.893528, 16.381950 | 10080600740002 | Ladda upp en bild av detta fornminne      |
| Gamleby 74:3                   | Stensättning                |              | Gamleby, Småland    |       | 57.893710, 16.382385 | 10080600740003 | Ladda upp en bild av detta fornminne      |
| Gamleby 74:4                   | Röse                        |              | Gamleby, Småland    |       | 57.893410, 16.382756 | 10080600740004 | Ladda upp en bild av detta fornminne      |
| Gamleby 75:1                   | Stensättning                |              | Gamleby, Småland    |       | 57.892868, 16.380957 | 10080600750001 | Ladda upp en bild av detta fornminne      |
| Gamleby 76:1                   | Stensättning                |              | Gamleby, Småland    |       | 57.893738, 16.383409 | 10080600760001 | Ladda upp en bild av detta fornminne      |
| Gamleby 77:1                   | Stensättning                |              | Gamleby, Småland    |       | 57.894215, 16.383250 | 10080600770001 | Ladda upp en bild av detta fornminne      |
| Gamleby 77:2                   | Stensättning                |              | Gamleby, Småland    |       | 57.894332, 16.383141 | 10080600770002 | Ladda upp en bild av detta fornminne      |
| Gamleby 78:1                   | Stensättning                |              | Gamleby, Småland    |       | 57.892990, 16.375583 | 10080600780001 | Ladda upp en bild av detta fornminne      |
| Gamleby 78:2                   | Stensättning                |              | Gamleby, Småland    |       | 57.893112, 16.374942 | 10080600780002 | Ladda upp en bild av detta fornminne      |
| Gamleby 78:3                   | Stensättning                |              | Gamleby, Småland    |       | 57.893254, 16.374665 | 10080600780003 | Ladda upp en bild av detta fornminne      |
| Gamleby 79:1                   | Stensättning                |              | Gamleby, Småland    |       | 57.892388, 16.379288 | 10080600790001 | Ladda upp en bild av detta fornminne      |
| Gamleby 80:1                   | Hällristning                |              | Gamleby, Småland    |       | 57.891205, 16.392912 | 10080600800001 | Ladda upp en bild av detta fornminne      |
| Gamleby 80:2                   | Hällristning                |              | Gamleby, Småland    |       | 57.891263, 16.393085 | 10080600800002 | Ladda upp en bild av detta fornminne      |
| Gamleby 81:1                   | Stensättning                |              | Gamleby, Småland    |       | 57.889878, 16.384358 | 10080600810001 | Ladda upp en bild av detta fornminne      |
| Gamleby 82:1                   | Gravfält                    |              | Gamleby, Småland    |       | 57.890883, 16.380919 | 10080600820001 | Ladda upp en bild av detta fornminne      |
| Gamleby 83:1                   | Röse                        |              | Gamleby, Småland    |       | 57.893586, 16.369513 | 10080600830001 | Ladda upp en bild av detta fornminne      |
| Gamleby 84:1                   | Röse                        |              | Gamleby, Småland    |       | 57.892743, 16.368039 | 10080600840001 | Ladda upp en bild av detta fornminne      |
| Gamleby 85:1                   | Röse                        |              | Gamleby, Småland    |       | 57.901728, 16.365555 | 10080600850001 | Ladda upp en bild av detta fornminne      |
| Gamleby 85:2                   | Röse                        |              | Gamleby, Småland    |       | 57.901717, 16.365983 | 10080600850002 | Ladda upp en bild av detta fornminne      |
| Gamleby 86:1                   | Gravfält                    |              | Gamleby, Småland    |       | 57.904090, 16.356117 | 10080600860001 | Ladda upp en bild av detta fornminne      |
| Gamleby 87:1                   | Stensättning                |              | Gamleby, Småland    |       | 57.898910, 16.355028 | 10080600870001 | Ladda upp en bild av detta fornminne      |
| Gamleby 88:1                   | Hög                         |              | Gamleby, Småland    |       | 57.900140, 16.349635 | 10080600880001 | Ladda upp en bild av detta fornminne      |
| Gamleby 89:1                   | Stensättning                |              | Gamleby, Småland    |       | 57.901923, 16.350968 | 10080600890001 | Ladda upp en bild av detta fornminne      |
| Gamleby 89:2                   | Hällristning                |              | Gamleby, Småland    |       | 57.902000, 16.350872 | 10080600890002 | Ladda upp en bild av detta fornminne      |
| Gamleby 90:1                   | Stensättning                |              | Gamleby, Småland    |       | 57.901705, 16.351897 | 10080600900001 | Ladda upp en bild av detta fornminne      |
| Gamleby 91:1                   | Stensättning                |              | Gamleby, Småland    |       | 57.902969, 16.353025 | 10080600910001 | Ladda upp en bild av detta fornminne      |
| Gamleby 92:1                   | Stensättning                |              | Gamleby, Småland    |       | 57.903530, 16.351527 | 10080600920001 | Ladda upp en bild av detta fornminne      |
| Gamleby 92:2                   | Stensättning                |              | Gamleby, Småland    |       | 57.903429, 16.352260 | 10080600920002 | Ladda upp en bild av detta fornminne      |
| Gamleby 92:3                   | Stensättning                |              | Gamleby, Småland    |       | 57.903340, 16.352473 | 10080600920003 | Ladda upp en bild av detta fornminne      |
| Gamleby 94:1                   | Gravfält                    |              | Gamleby, Småland    |       | 57.903888, 16.352331 | 10080600940001 | Ladda upp en bild av detta fornminne      |
| Gamleby 95:1                   | Röse                        |              | Gamleby, Småland    |       | 57.904344, 16.352711 | 10080600950001 | Ladda upp en bild av detta fornminne      |
| Gamleby 97:1                   | Gravfält                    |              | Gamleby, Småland    |       | 57.904422, 16.350697 | 10080600970001 | Ladda upp en bild av detta fornminne      |
| Gamleby 99:1                   | Stensättning                |              | Gamleby, Småland    |       | 57.905618, 16.348801 | 10080600990001 | Ladda upp en bild av detta fornminne      |
| Gamleby 100:1                  | Röse                        |              | Gamleby, Småland    |       | 57.902531, 16.347238 | 10080601000001 | Ladda upp en bild av detta fornminne      |
| Gamleby 102:1                  | Stensättning                |              | Gamleby, Småland    |       | 57.905652, 16.347118 | 10080601020001 | Ladda upp en bild av detta fornminne      |
| Gamleby 102:2                  | Stensättning                |              | Gamleby, Småland    |       | 57.905741, 16.346996 | 10080601020002 | Ladda upp en bild av detta fornminne      |
| Gamleby 103:1                  | Gravfält                    |              | Gamleby, Småland    |       | 57.907374, 16.339841 | 10080601030001 | Ladda upp en bild av detta fornminne      |
| Gamleby 104:1                  | Stensättning                |              | Gamleby, Småland    |       | 57.909888, 16.355895 | 10080601040001 | Ladda upp en bild av detta fornminne      |
| Gamleby 104:2                  | Hällristning                |              | Gamleby, Småland    |       | 57.909829, 16.356017 | 10080601040002 | Ladda upp en bild av detta fornminne      |
| Gamleby 105:1                  | Stensättning                |              | Gamleby, Småland    |       | 57.909229, 16.357082 | 10080601050001 | Ladda upp en bild av detta fornminne      |
| Gamleby 105:4                  | Hällristning                |              | Gamleby, Småland    |       | 57.909305, 16.356083 | 10080601050004 | Ladda upp en bild av detta fornminne      |
| Gamleby 106:1                  | Röse                        |              | Gamleby, Småland    |       | 57.909891, 16.351150 | 10080601060001 | Ladda upp en bild av detta fornminne      |
| Gamleby 107:1                  | Stensättning                |              | Gamleby, Småland    |       | 57.909120, 16.349720 | 10080601070001 | Ladda upp en bild av detta fornminne      |
| Gamleby 108:1                  | Stensättning                |              | Gamleby, Småland    |       | 57.911163, 16.370524 | 10080601080001 | Ladda upp en bild av detta fornminne      |
| Gamleby 108:2                  | Stensättning                |              | Gamleby, Småland    |       | 57.911188, 16.370753 | 10080601080002 | Ladda upp en bild av detta fornminne      |
| Gamleby 108:3                  | Stensättning                |              | Gamleby, Småland    |       | 57.911102, 16.370740 | 10080601080003 | Ladda upp en bild av detta fornminne      |
| Gamleby 109:1                  | Gravfält                    |              | Gamleby, Småland    |       | 57.911481, 16.371860 | 10080601090001 | Ladda upp en bild av detta fornminne      |
| Gamleby 111:1                  | Stensättning                |              | Gamleby, Småland    |       | 57.908411, 16.366345 | 10080601110001 | Ladda upp en bild av detta fornminne      |
| Gamleby 112:1                  | Stensättning                |              | Gamleby, Småland    |       | 57.909679, 16.363939 | 10080601120001 | Ladda upp en bild av detta fornminne      |
| Gamleby 113:1                  | Gravfält                    |              | Gamleby, Småland    |       | 57.910699, 16.358466 | 10080601130001 | Ladda upp en bild av detta fornminne      |
| Gamleby 114:1                  | Gravfält                    |              | Gamleby, Småland    |       | 57.892341, 16.353720 | 10080601140001 | Ladda upp en bild av detta fornminne      |
| Gamleby 115:1                  | Grav markerad av sten/block |              | Gamleby, Småland    |       | 57.892802, 16.355525 | 10080601150001 | Ladda upp en bild av detta fornminne      |
| Gamleby 115:2                  | Grav markerad av sten/block |              | Gamleby, Småland    |       | 57.892543, 16.355777 | 10080601150002 | Ladda upp en bild av detta fornminne      |
| Gamleby 116:1                  | Gravfält                    |              | Gamleby, Småland    |       | 57.893803, 16.351361 | 10080601160001 | Ladda upp en bild av detta fornminne      |
| Gamleby 117:1                  | Stensättning                |              | Gamleby, Småland    |       | 57.891171, 16.348004 | 10080601170001 | Ladda upp en bild av detta fornminne      |
| Gamleby 119:1                  | Stensättning                |              | Gamleby, Småland    |       | 57.889809, 16.344982 | 10080601190001 | Ladda upp en bild av detta fornminne      |
| Gamleby 120:1                  | Stensättning                |              | Gamleby, Småland    |       | 57.894196, 16.343759 | 10080601200001 | Ladda upp en bild av detta fornminne      |
| Gamleby 121:1                  | Stensättning                |              | Gamleby, Småland    |       | 57.886817, 16.329011 | 10080601210001 | Ladda upp en bild av detta fornminne      |
| Gamleby 122:1                  | Röse                        |              | Gamleby, Småland    |       | 57.863575, 16.352902 | 10080601220001 | Ladda upp en bild av detta fornminne      |
| Gamleby 122:2                  | Stensättning                |              | Gamleby, Småland    |       | 57.863833, 16.352395 | 10080601220002 | Ladda upp en bild av detta fornminne      |
| Gamleby 125:1                  | Röse                        |              | Gamleby, Småland    |       | 57.858297, 16.381486 | 10080601250001 | Ladda upp en bild av detta fornminne      |
| Gamleby 125:2                  | Stensättning                |              | Gamleby, Småland    |       | 57.858230, 16.381663 | 10080601250002 | Ladda upp en bild av detta fornminne      |
| Gamleby 125:3                  | Stensättning                |              | Gamleby, Småland    |       | 57.858207, 16.382265 | 10080601250003 | Ladda upp en bild av detta fornminne      |
| Gamleby 126:1                  | Gravfält                    |              | Gamleby, Småland    |       | 57.859726, 16.390568 | 10080601260001 | Ladda upp en bild av detta fornminne      |
| Gamleby 127:1                  | Stensättning                |              | Gamleby, Småland    |       | 57.859284, 16.390494 | 10080601270001 | Ladda upp en bild av detta fornminne      |
| Gamleby 128:1                  | Gravfält                    |              | Gamleby, Småland    |       | 57.861310, 16.391364 | 10080601280001 | Ladda upp en bild av detta fornminne      |
| Gamleby 128:2                  | Stensättning                |              | Gamleby, Småland    |       | 57.861498, 16.391061 | 10080601280002 | Ladda upp en bild av detta fornminne      |
| Gamleby 130:1                  | Stensättning                |              | Gamleby, Småland    |       | 57.911897, 16.319412 | 10080601300001 | Ladda upp en bild av detta fornminne      |
| Gamleby 130:2                  | Stensättning                |              | Gamleby, Småland    |       | 57.912014, 16.319314 | 10080601300002 | Ladda upp en bild av detta fornminne      |
| Gamleby 131:1                  | Stensättning                |              | Gamleby, Småland    |       | 57.911388, 16.320589 | 10080601310001 | Ladda upp en bild av detta fornminne      |
| Gamleby 131:2                  | Stensättning                |              | Gamleby, Småland    |       | 57.911285, 16.320700 | 10080601310002 | Ladda upp en bild av detta fornminne      |
| Gamleby 132:1                  | Röse                        |              | Gamleby, Småland    |       | 57.913233, 16.302762 | 10080601320001 | Ladda upp en bild av detta fornminne      |
| Gamleby 133:1                  | Fornborg                    |              | Gamleby, Småland    |       | 57.916817, 16.287478 | 10080601330001 | Ladda upp en bild av detta fornminne      |
| Gamleby 136:1                  | Hög                         |              | Gamleby, Småland    |       | 57.927693, 16.284187 | 10080601360001 | Ladda upp en bild av detta fornminne      |
| Gamleby 137:1                  | Stensättning                |              | Gamleby, Småland    |       | 57.930168, 16.279828 | 10080601370001 | Ladda upp en bild av detta fornminne      |
| Gamleby 137:2                  | Stensättning                |              | Gamleby, Småland    |       | 57.930038, 16.279549 | 10080601370002 | Ladda upp en bild av detta fornminne      |
| Gamleby 137:3                  | Stensättning                |              | Gamleby, Småland    |       | 57.930068, 16.279088 | 10080601370003 | Ladda upp en bild av detta fornminne      |
| Gamleby 138:1                  | Röse                        |              | Gamleby, Småland    |       | 57.929167, 16.278323 | 10080601380001 | Ladda upp en bild av detta fornminne      |
| Gamleby 138:2                  | Stensättning                |              | Gamleby, Småland    |       | 57.928924, 16.278110 | 10080601380002 | Ladda upp en bild av detta fornminne      |
| Gamleby 139:1                  | Stensättning                |              | Gamleby, Småland    |       | 57.930982, 16.282802 | 10080601390001 | Ladda upp en bild av detta fornminne      |
| Gamleby 140:1                  | Gravfält                    |              | Gamleby, Småland    |       | 57.931868, 16.268082 | 10080601400001 | Ladda upp en bild av detta fornminne      |
| Gamleby 141:1                  | Stensättning                |              | Gamleby, Småland    |       | 57.930969, 16.259343 | 10080601410001 | Ladda upp en bild av detta fornminne      |
| Gamleby 142:1                  | Röse                        |              | Gamleby, Småland    |       | 57.929850, 16.256508 | 10080601420001 | Ladda upp en bild av detta fornminne      |
| Gamleby 143:1                  | Gravfält                    |              | Gamleby, Småland    |       | 57.930396, 16.268571 | 10080601430001 | Ladda upp en bild av detta fornminne      |
| Gamleby 144:1                  | Stensättning                |              | Gamleby, Småland    |       | 57.930331, 16.267392 | 10080601440001 | Ladda upp en bild av detta fornminne      |
| Gamleby 144:2                  | Stensättning                |              | Gamleby, Småland    |       | 57.930386, 16.266789 | 10080601440002 | Ladda upp en bild av detta fornminne      |
| Gamleby 145:1                  | Gravfält                    |              | Gamleby, Småland    |       | 57.928648, 16.259005 | 10080601450001 | Ladda upp en bild av detta fornminne      |
| Gamleby 148:1                  | Röse                        |              | Gamleby, Småland    |       | 57.926680, 16.260681 | 10080601480001 | Ladda upp en bild av detta fornminne      |
| Gamleby 148:2                  | Stensättning                |              | Gamleby, Småland    |       | 57.926783, 16.260534 | 10080601480002 | Ladda upp en bild av detta fornminne      |
| Gamleby 148:3                  | Stensättning                |              | Gamleby, Småland    |       | 57.926742, 16.260333 | 10080601480003 | Ladda upp en bild av detta fornminne      |
| Gamleby 149:1                  | Röse                        |              | Gamleby, Småland    |       | 57.926475, 16.261606 | 10080601490001 | Ladda upp en bild av detta fornminne      |
| Gamleby 149:2                  | Stensättning                |              | Gamleby, Småland    |       | 57.926799, 16.262119 | 10080601490002 | Ladda upp en bild av detta fornminne      |
| Gamleby 149:3                  | Röse                        |              | Gamleby, Småland    |       | 57.926881, 16.262013 | 10080601490003 | Ladda upp en bild av detta fornminne      |
| Gamleby 151:1                  | Röse                        |              | Gamleby, Småland    |       | 57.929132, 16.260695 | 10080601510001 | Ladda upp en bild av detta fornminne      |
| Gamleby 151:2                  | Stensättning                |              | Gamleby, Småland    |       | 57.928756, 16.261272 | 10080601510002 | Ladda upp en bild av detta fornminne      |
| Skansen (Gamleby 155:1)        | Fornborg                    |              | Gamleby, Småland    |       | 57.955459, 16.270996 | 10080601550001 | Ladda upp en bild av detta fornminne      |
| Gamleby 156:1                  | Gravfält                    |              | Gamleby, Småland    |       | 57.941450, 16.306375 | 10080601560001 | Ladda upp en bild av detta fornminne      |
| Gullberget (Gamleby 157:1)     | Fornborg                    |              | Gamleby, Småland    |       | 57.942394, 16.288846 | 10080601570001 | Ladda upp en bild av detta fornminne      |
| Gamleby 158:1                  | Stensättning                |              | Gamleby, Småland    |       | 57.941458, 16.314777 | 10080601580001 | Ladda upp en bild av detta fornminne      |
| Gamleby 163:1                  | Gravfält                    |              | Gamleby, Småland    |       | 57.925471, 16.366104 | 10080601630001 | Ladda upp en bild av detta fornminne      |
| Gamleby 164:1                  | Stensättning                |              | Gamleby, Småland    |       | 57.926712, 16.361069 | 10080601640001 | Ladda upp en bild av detta fornminne      |
| Gamleby 165:1                  | Stensättning                |              | Gamleby, Småland    |       | 57.931293, 16.353804 | 10080601650001 | Ladda upp en bild av detta fornminne      |
| Gamleby 166:1                  | Stensättning                |              | Gamleby, Småland    |       | 57.938732, 16.316104 | 10080601660001 | Ladda upp en bild av detta fornminne      |
| Gamleby 166:2                  | Stensättning                |              | Gamleby, Småland    |       | 57.938714, 16.315591 | 10080601660002 | Ladda upp en bild av detta fornminne      |
| Gamleby 166:3                  | Stensättning                |              | Gamleby, Småland    |       | 57.938402, 16.315003 | 10080601660003 | Ladda upp en bild av detta fornminne      |
| Gamleby 169:1                  | Stensättning                |              | Gamleby, Småland    |       | 57.937536, 16.310546 | 10080601690001 | Ladda upp en bild av detta fornminne      |
| Gamleby 169:2                  | Stensättning                |              | Gamleby, Småland    |       | 57.937536, 16.310663 | 10080601690002 | Ladda upp en bild av detta fornminne      |
| Gamleby 170:1                  | Stensättning                |              | Gamleby, Småland    |       | 57.936209, 16.309000 | 10080601700001 | Ladda upp en bild av detta fornminne      |
| Gamleby 170:2                  | Stensättning                |              | Gamleby, Småland    |       | 57.935911, 16.309185 | 10080601700002 | Ladda upp en bild av detta fornminne      |
| Gamleby 170:3                  | Stensättning                |              | Gamleby, Småland    |       | 57.935870, 16.309012 | 10080601700003 | Ladda upp en bild av detta fornminne      |
| Gamleby 170:4                  | Stensättning                |              | Gamleby, Småland    |       | 57.935789, 16.309218 | 10080601700004 | Ladda upp en bild av detta fornminne      |
| Gamleby 170:5                  | Stensättning                |              | Gamleby, Småland    |       | 57.935522, 16.308878 | 10080601700005 | Ladda upp en bild av detta fornminne      |
| Gamleby 173:1                  | Hög                         |              | Gamleby, Småland    |       | 57.889031, 16.483876 | 10080601730001 | Ladda upp en bild av detta fornminne      |
| Gamleby 173:2                  | Hög                         |              | Gamleby, Småland    |       | 57.889122, 16.484023 | 10080601730002 | Ladda upp en bild av detta fornminne      |
| Gamleby 174:1                  | Röse                        |              | Gamleby, Småland    |       | 57.893089, 16.459396 | 10080601740001 | Ladda upp en bild av detta fornminne      |
| Gamleby 175:1                  | Röse                        |              | Gamleby, Småland    |       | 57.893189, 16.460551 | 10080601750001 | Ladda upp en bild av detta fornminne      |
| Gamleby 175:2                  | Stensättning                |              | Gamleby, Småland    |       | 57.893060, 16.460545 | 10080601750002 | Ladda upp en bild av detta fornminne      |
| Gamleby 176:1                  | Röse                        |              | Gamleby, Småland    |       | 57.894035, 16.457991 | 10080601760001 | Ladda upp en bild av detta fornminne      |
| Gamleby 177:1                  | Gravfält                    |              | Gamleby, Småland    |       | 57.895208, 16.459128 | 10080601770001 | Ladda upp en bild av detta fornminne      |
| Gamleby 178:1                  | Gravfält                    |              | Gamleby, Småland    |       | 57.896127, 16.457753 | 10080601780001 | Ladda upp en bild av detta fornminne      |
| Gamleby 179:1                  | Röse                        |              | Gamleby, Småland    |       | 57.894616, 16.457534 | 10080601790001 | Ladda upp en bild av detta fornminne      |
| Gamleby 180:1                  | Röse                        |              | Gamleby, Småland    |       | 57.894739, 16.455721 | 10080601800001 | Ladda upp en bild av detta fornminne      |
| Gamleby 181:1                  | Röse                        |              | Gamleby, Småland    |       | 57.896667, 16.453898 | 10080601810001 | Ladda upp en bild av detta fornminne      |
| Gamleby 182:2                  | Röse                        |              | Gamleby, Småland    |       | 57.898690, 16.453471 | 10080601820002 | Ladda upp en bild av detta fornminne      |
| Gamleby 184:1                  | Röse                        |              | Gamleby, Småland    |       | 57.898956, 16.451305 | 10080601840001 | Ladda upp en bild av detta fornminne      |
| Gamleby 184:2                  | Röse                        |              | Gamleby, Småland    |       | 57.899365, 16.450896 | 10080601840002 | Ladda upp en bild av detta fornminne      |
| Gamleby 186:1                  | Stensättning                |              | Gamleby, Småland    |       | 57.901195, 16.449405 | 10080601860001 | Ladda upp en bild av detta fornminne      |
| Gamleby 187:1                  | Hög                         |              | Gamleby, Småland    |       | 57.902169, 16.451197 | 10080601870001 | Ladda upp en bild av detta fornminne      |
| Gamleby 189:1                  | Stensättning                |              | Gamleby, Småland    |       | 57.901118, 16.457090 | 10080601890001 | Ladda upp en bild av detta fornminne      |
| Gamleby 190:1                  | Stensättning                |              | Gamleby, Småland    |       | 57.904614, 16.453761 | 10080601900001 | Ladda upp en bild av detta fornminne      |
| Gamleby 191:1                  | Röse                        |              | Gamleby, Småland    |       | 57.905884, 16.447669 | 10080601910001 | Ladda upp en bild av detta fornminne      |
| Gamleby 191:2                  | Röse                        |              | Gamleby, Småland    |       | 57.905625, 16.447443 | 10080601910002 | Ladda upp en bild av detta fornminne      |
| Gamleby 192:1                  | Stensättning                |              | Gamleby, Småland    |       | 57.908124, 16.446356 | 10080601920001 | Ladda upp en bild av detta fornminne      |
| Gamleby 193:1                  | Stensättning                |              | Gamleby, Småland    |       | 57.907891, 16.447730 | 10080601930001 | Ladda upp en bild av detta fornminne      |
| Gamleby 194:1                  | Röse                        |              | Gamleby, Småland    |       | 57.902434, 16.446322 | 10080601940001 | Ladda upp en bild av detta fornminne      |
| Gamleby 194:2                  | Stensättning                |              | Gamleby, Småland    |       | 57.902257, 16.446406 | 10080601940002 | Ladda upp en bild av detta fornminne      |
| Gamleby 195:1                  | Gravfält                    |              | Gamleby, Småland    |       | 57.900645, 16.448414 | 10080601950001 | Ladda upp en bild av detta fornminne      |
| Gamleby 195:2                  | Hällristning                |              | Gamleby, Småland    |       | 57.900268, 16.449360 | 10080601950002 | Ladda upp en bild av detta fornminne      |
| Gamleby 198:1                  | Röse                        |              | Gamleby, Småland    |       | 57.893871, 16.456528 | 10080601980001 | Ladda upp en bild av detta fornminne      |
| Gamleby 199:1                  | Gravfält                    |              | Gamleby, Småland    |       | 57.893026, 16.457450 | 10080601990001 | Ladda upp en bild av detta fornminne      |
| Gamleby 200:1                  | Röse                        |              | Gamleby, Småland    |       | 57.891568, 16.460293 | 10080602000001 | Ladda upp en bild av detta fornminne      |
| Gamleby 201:1                  | Gravfält                    |              | Gamleby, Småland    |       | 57.912454, 16.413619 | 10080602010001 | Ladda upp en bild av detta fornminne      |
| Gamleby 203:1                  | Gravfält                    |              | Gamleby, Småland    |       | 57.919145, 16.411358 | 10080602030001 | Ladda upp en bild av detta fornminne      |
| Gamleby 204:1                  | Gravfält                    |              | Gamleby, Småland    |       | 57.919514, 16.412517 | 10080602040001 | Ladda upp en bild av detta fornminne      |
| Gamleby 205:1                  | Fornborg                    |              | Gamleby, Småland    |       | 57.923742, 16.408851 | 10080602050001 | Ladda upp en bild av detta fornminne      |
| Gamleby 207:1                  | Gravfält                    |              | Gamleby, Småland    |       | 57.925826, 16.403140 | 10080602070001 | Ladda upp en bild av detta fornminne      |
| Gamleby 210:1                  | Stensättning                |              | Gamleby, Småland    |       | 57.924575, 16.396023 | 10080602100001 | Ladda upp en bild av detta fornminne      |
| Gamleby 214:1                  | Stensättning                |              | Gamleby, Småland    |       | 57.889334, 16.467231 | 10080602140001 | Ladda upp en bild av detta fornminne      |
| Gamleby 215:1                  | Stensättning                |              | Gamleby, Småland    |       | 57.882745, 16.479352 | 10080602150001 | Ladda upp en bild av detta fornminne      |
| Gamleby 216:1                  | Röse                        |              | Gamleby, Småland    |       | 57.882747, 16.498664 | 10080602160001 | Ladda upp en bild av detta fornminne      |
| Gamleby 217:1                  | Röse                        |              | Gamleby, Småland    |       | 57.886392, 16.461546 | 10080602170001 | Ladda upp en bild av detta fornminne      |
| Gamleby 218:1                  | Stensättning                |              | Gamleby, Småland    |       | 57.892949, 16.449044 | 10080602180001 | Ladda upp en bild av detta fornminne      |
| Gamleby 219:1                  | Stensättning                |              | Gamleby, Småland    |       | 57.894464, 16.441446 | 10080602190001 | Ladda upp en bild av detta fornminne      |
| Gamleby 220:1                  | Röse                        |              | Gamleby, Småland    |       | 57.868500, 16.441955 | 10080602200001 | Ladda upp en bild av detta fornminne      |
| Gamleby 221:1                  | Stensättning                |              | Gamleby, Småland    |       | 57.879169, 16.438638 | 10080602210001 | Ladda upp en bild av detta fornminne      |
| Gamleby 222:1                  | Stensättning                |              | Gamleby, Småland    |       | 57.879010, 16.440089 | 10080602220001 | Ladda upp en bild av detta fornminne      |
| Gamleby 223:1                  | Stensättning                |              | Gamleby, Småland    |       | 57.877344, 16.439450 | 10080602230001 | Ladda upp en bild av detta fornminne      |
| Gamleby 223:2                  | Röse                        |              | Gamleby, Småland    |       | 57.876825, 16.439018 | 10080602230002 | Ladda upp en bild av detta fornminne      |
| Gamleby 225:1                  | Gravfält                    |              | Gamleby, Småland    |       | 57.873293, 16.444484 | 10080602250001 | Ladda upp en bild av detta fornminne      |
| Gamleby 226:1                  | Grav- och boplatsområde     |              | Gamleby, Småland    |       | 57.870616, 16.447241 | 10080602260001 | Ladda upp en bild av detta fornminne      |
| Gamleby 226:3                  | Hällristning                |              | Gamleby, Småland    |       | 57.870524, 16.447305 | 10080602260003 | Ladda upp en bild av detta fornminne      |
| Gamleby 229:1                  | Gravfält                    |              | Gamleby, Småland    |       | 57.869264, 16.449375 | 10080602290001 | Ladda upp en bild av detta fornminne      |
| Gamleby 232:1                  | Stensättning                |              | Gamleby, Småland    |       | 57.868757, 16.455787 | 10080602320001 | Ladda upp en bild av detta fornminne      |
| Gamleby 234:1                  | Stensättning                |              | Gamleby, Småland    |       | 57.870047, 16.454534 | 10080602340001 | Ladda upp en bild av detta fornminne      |
| Gamleby 234:2                  | Stensättning                |              | Gamleby, Småland    |       | 57.869669, 16.454695 | 10080602340002 | Ladda upp en bild av detta fornminne      |
| Gamleby 234:3                  | Stensättning                |              | Gamleby, Småland    |       | 57.869992, 16.455282 | 10080602340003 | Ladda upp en bild av detta fornminne      |
| Gamleby 237:1                  | Hällristning                |              | Gamleby, Småland    |       | 57.870551, 16.451251 | 10080602370001 | Ladda upp en bild av detta fornminne      |
| Gamleby 238:1                  | Gravfält                    |              | Gamleby, Småland    |       | 57.872133, 16.451651 | 10080602380001 | Ladda upp en bild av detta fornminne      |
| Gamleby 241:1                  | Röse                        |              | Gamleby, Småland    |       | 57.873270, 16.451402 | 10080602410001 | Ladda upp en bild av detta fornminne      |
| Gamleby 241:2                  | Röse                        |              | Gamleby, Småland    |       | 57.873359, 16.451116 | 10080602410002 | Ladda upp en bild av detta fornminne      |
| Gamleby 241:3                  | Stensättning                |              | Gamleby, Småland    |       | 57.873488, 16.450928 | 10080602410003 | Ladda upp en bild av detta fornminne      |
| Gamleby 242:1                  | Röse                        |              | Gamleby, Småland    |       | 57.874190, 16.450790 | 10080602420001 | Ladda upp en bild av detta fornminne      |
| Gamleby 243:1                  | Stensättning                |              | Gamleby, Småland    |       | 57.872535, 16.452685 | 10080602430001 | Ladda upp en bild av detta fornminne      |
| Gamleby 243:2                  | Stensättning                |              | Gamleby, Småland    |       | 57.872614, 16.453091 | 10080602430002 | Ladda upp en bild av detta fornminne      |
| Gamleby 246:1                  | Stensättning                |              | Gamleby, Småland    |       | 57.871859, 16.455760 | 10080602460001 | Ladda upp en bild av detta fornminne      |
| Gamleby 247:1                  | Röse                        |              | Gamleby, Småland    |       | 57.870257, 16.457091 | 10080602470001 | Ladda upp en bild av detta fornminne      |
| Gamleby 247:2                  | Stensättning                |              | Gamleby, Småland    |       | 57.869984, 16.457423 | 10080602470002 | Ladda upp en bild av detta fornminne      |
| Gamleby 247:3                  | Röse                        |              | Gamleby, Småland    |       | 57.869805, 16.457746 | 10080602470003 | Ladda upp en bild av detta fornminne      |
| Gamleby 247:4                  | Röse                        |              | Gamleby, Småland    |       | 57.869706, 16.457460 | 10080602470004 | Ladda upp en bild av detta fornminne      |
| Gamleby 247:5                  | Röse                        |              | Gamleby, Småland    |       | 57.869390, 16.458028 | 10080602470005 | Ladda upp en bild av detta fornminne      |
| Gamleby 247:6                  | Stensättning                |              | Gamleby, Småland    |       | 57.869322, 16.457857 | 10080602470006 | Ladda upp en bild av detta fornminne      |
| Gamleby 247:8                  | Hällristning                |              | Gamleby, Småland    |       | 57.869343, 16.457142 | 10080602470008 | Ladda upp en bild av detta fornminne      |
| Gamleby 251:1                  | Röse                        |              | Gamleby, Småland    |       | 57.863322, 16.468591 | 10080602510001 | Ladda upp en bild av detta fornminne      |
| Gamleby 252:1                  | Stensättning                |              | Gamleby, Småland    |       | 57.874641, 16.444879 | 10080602520001 | Ladda upp en bild av detta fornminne      |
| Gamleby 252:3                  | Hällristning                |              | Gamleby, Småland    |       | 57.874131, 16.445279 | 10080602520003 | Ladda upp en bild av detta fornminne      |
| Gamleby 252:4                  | Hällristning                |              | Gamleby, Småland    |       | 57.873752, 16.445540 | 10080602520004 | Ladda upp en bild av detta fornminne      |
| Gamleby 253:1                  | Hällristning                |              | Gamleby, Småland    |       | 57.875542, 16.444585 | 10080602530001 | Ladda upp en bild av detta fornminne      |
| Gamleby 253:2                  | Hällristning                |              | Gamleby, Småland    |       | 57.875671, 16.444452 | 10080602530002 | Ladda upp en bild av detta fornminne      |
| Gamleby 255:1                  | Fornborg                    |              | Gamleby, Småland    |       | 57.855716, 16.510919 | 10080602550001 | Ladda upp en bild av detta fornminne      |
| Gamleby 257:1                  | Stensättning                |              | Gamleby, Småland    |       | 57.846110, 16.501418 | 10080602570001 | Ladda upp en bild av detta fornminne      |
| Gamleby 257:3                  | Stenkrets                   |              | Gamleby, Småland    |       | 57.846443, 16.501081 | 10080602570003 | Ladda upp en bild av detta fornminne      |
| Gamleby 258:1                  | Röse                        |              | Gamleby, Småland    |       | 57.856977, 16.481379 | 10080602580001 | Ladda upp en bild av detta fornminne      |
| Gamleby 259:1                  | Gravfält                    |              | Gamleby, Småland    |       | 57.857429, 16.480372 | 10080602590001 | Ladda upp en bild av detta fornminne      |
| Gamleby 260:1                  | Stensättning                |              | Gamleby, Småland    |       | 57.856403, 16.480609 | 10080602600001 | Ladda upp en bild av detta fornminne      |
| Gamleby 260:2                  | Stensättning                |              | Gamleby, Småland    |       | 57.856299, 16.480982 | 10080602600002 | Ladda upp en bild av detta fornminne      |
| Gamleby 261:1                  | Röse                        |              | Gamleby, Småland    |       | 57.858954, 16.479389 | 10080602610001 | Ladda upp en bild av detta fornminne      |
| Gamleby 261:2                  | Röse                        |              | Gamleby, Småland    |       | 57.859433, 16.479167 | 10080602610002 | Ladda upp en bild av detta fornminne      |
| Gamleby 262:1                  | Stensättning                |              | Gamleby, Småland    |       | 57.861035, 16.478426 | 10080602620001 | Ladda upp en bild av detta fornminne      |
| Gamleby 262:2                  | Stensättning                |              | Gamleby, Småland    |       | 57.860884, 16.478540 | 10080602620002 | Ladda upp en bild av detta fornminne      |
| Gamleby 263:1                  | Röse                        |              | Gamleby, Småland    |       | 57.859855, 16.479799 | 10080602630001 | Ladda upp en bild av detta fornminne      |
| Gamleby 264:1                  | Stensättning                |              | Gamleby, Småland    |       | 57.859481, 16.480760 | 10080602640001 | Ladda upp en bild av detta fornminne      |
| Gamleby 271:1                  | Gravfält                    |              | Gamleby, Småland    |       | 57.861159, 16.481519 | 10080602710001 | Ladda upp en bild av detta fornminne      |
| Gamleby 272:1                  | Röse                        |              | Gamleby, Småland    |       | 57.861951, 16.481777 | 10080602720001 | Ladda upp en bild av detta fornminne      |
| Gamleby 272:3                  | Röse                        |              | Gamleby, Småland    |       | 57.861811, 16.481973 | 10080602720003 | Ladda upp en bild av detta fornminne      |
| Gamleby 273:1                  | Stensättning                |              | Gamleby, Småland    |       | 57.867306, 16.479471 | 10080602730001 | Ladda upp en bild av detta fornminne      |
| Gamleby 275:1                  | Stensättning                |              | Gamleby, Småland    |       | 57.867444, 16.480993 | 10080602750001 | Ladda upp en bild av detta fornminne      |
| Gamleby 276:1                  | Stensättning                |              | Gamleby, Småland    |       | 57.866425, 16.485639 | 10080602760001 | Ladda upp en bild av detta fornminne      |
| Gamleby 278:1                  | Stensättning                |              | Gamleby, Småland    |       | 57.864932, 16.483727 | 10080602780001 | Ladda upp en bild av detta fornminne      |
| Gamleby 278:2                  | Stensättning                |              | Gamleby, Småland    |       | 57.865267, 16.483960 | 10080602780002 | Ladda upp en bild av detta fornminne      |
| Gamleby 279:1                  | Stensättning                |              | Gamleby, Småland    |       | 57.865157, 16.484864 | 10080602790001 | Ladda upp en bild av detta fornminne      |
| Gamleby 281:1                  | Gravfält                    |              | Gamleby, Småland    |       | 57.865981, 16.482008 | 10080602810001 | Ladda upp en bild av detta fornminne      |
| Gamleby 282:1                  | Stensättning                |              | Gamleby, Småland    |       | 57.863671, 16.484572 | 10080602820001 | Ladda upp en bild av detta fornminne      |
| Gamleby 284:1                  | Röse                        |              | Gamleby, Småland    |       | 57.863143, 16.484500 | 10080602840001 | Ladda upp en bild av detta fornminne      |
| Gamleby 284:2                  | Stensättning                |              | Gamleby, Småland    |       | 57.863073, 16.484748 | 10080602840002 | Ladda upp en bild av detta fornminne      |
| Gamleby 287:1                  | Stensättning                |              | Gamleby, Småland    |       | 57.863859, 16.486159 | 10080602870001 | Ladda upp en bild av detta fornminne      |
| Gamleby 287:2                  | Stensättning                |              | Gamleby, Småland    |       | 57.863536, 16.486176 | 10080602870002 | Ladda upp en bild av detta fornminne      |
| Gamleby 287:3                  | Stensättning                |              | Gamleby, Småland    |       | 57.863565, 16.485506 | 10080602870003 | Ladda upp en bild av detta fornminne      |
| Gamleby 288:1                  | Stensättning                |              | Gamleby, Småland    |       | 57.859161, 16.485465 | 10080602880001 | Ladda upp en bild av detta fornminne      |
| Gamleby 291:1                  | Stensättning                |              | Gamleby, Småland    |       | 57.889536, 16.427255 | 10080602910001 | Ladda upp en bild av detta fornminne      |
| Gamleby 291:2                  | Stensättning                |              | Gamleby, Småland    |       | 57.889300, 16.427866 | 10080602910002 | Ladda upp en bild av detta fornminne      |
| Gamleby 292:1                  | Gravfält                    |              | Gamleby, Småland    |       | 57.885312, 16.425909 | 10080602920001 | Ladda upp en bild av detta fornminne      |
| Gamleby 293:1                  | Gravfält                    |              | Gamleby, Småland    |       | 57.884413, 16.426906 | 10080602930001 | Ladda upp en bild av detta fornminne      |
| Kasimirsborg (Gamleby 294:1)   | Fornborg                    |              | Gamleby, Småland    |       | 57.881498, 16.430299 | 10080602940001 | Ladda upp en bild av detta fornminne      |
| Gamleby 296:1                  | Stensättning                |              | Gamleby, Småland    |       | 57.888752, 16.434015 | 10080602960001 | Ladda upp en bild av detta fornminne      |
| Gamleby 297:1                  | Stensättning                |              | Gamleby, Småland    |       | 57.889447, 16.434568 | 10080602970001 | Ladda upp en bild av detta fornminne      |
| Gamleby 297:2                  | Röse                        |              | Gamleby, Småland    |       | 57.889334, 16.434591 | 10080602970002 | Ladda upp en bild av detta fornminne      |
| Gamleby 297:3                  | Stensättning                |              | Gamleby, Småland    |       | 57.889219, 16.434545 | 10080602970003 | Ladda upp en bild av detta fornminne      |
| Gamleby 297:4                  | Stensättning                |              | Gamleby, Småland    |       | 57.889185, 16.434770 | 10080602970004 | Ladda upp en bild av detta fornminne      |
| Gamleby 298:1                  | Stensättning                |              | Gamleby, Småland    |       | 57.888558, 16.435751 | 10080602980001 | Ladda upp en bild av detta fornminne      |
| Gamleby 299:1                  | Röse                        |              | Gamleby, Småland    |       | 57.888086, 16.436309 | 10080602990001 | Ladda upp en bild av detta fornminne      |
| Gamleby 300:1                  | Stensättning                |              | Gamleby, Småland    |       | 57.887093, 16.437221 | 10080603000001 | Ladda upp en bild av detta fornminne      |
| Gamleby 301:1                  | Röse                        |              | Gamleby, Småland    |       | 57.893296, 16.433694 | 10080603010001 | Ladda upp en bild av detta fornminne      |
| Gamleby 301:2                  | Stensättning                |              | Gamleby, Småland    |       | 57.893034, 16.433768 | 10080603010002 | Ladda upp en bild av detta fornminne      |
| Gamleby 301:3                  | Stensättning                |              | Gamleby, Småland    |       | 57.892866, 16.432879 | 10080603010003 | Ladda upp en bild av detta fornminne      |
| Gamleby 301:5                  | Stensättning                |              | Gamleby, Småland    |       | 57.892933, 16.432318 | 10080603010005 | Ladda upp en bild av detta fornminne      |
| Gamleby 302:1                  | Stensättning                |              | Gamleby, Småland    |       | 57.892437, 16.433954 | 10080603020001 | Ladda upp en bild av detta fornminne      |
| Gamleby 305:1                  | Stensättning                |              | Gamleby, Småland    |       | 57.891410, 16.432126 | 10080603050001 | Ladda upp en bild av detta fornminne      |
| Gamleby 306:1                  | Röse                        |              | Gamleby, Småland    |       | 57.903755, 16.437924 | 10080603060001 | Ladda upp en bild av detta fornminne      |
| Gamleby 307:1                  | Röse                        |              | Gamleby, Småland    |       | 57.905756, 16.441467 | 10080603070001 | Ladda upp en bild av detta fornminne      |
| Gamleby 309:1                  | Stensättning                |              | Gamleby, Småland    |       | 57.889140, 16.439188 | 10080603090001 | Ladda upp en bild av detta fornminne      |
| Gamleby 309:2                  | Stensättning                |              | Gamleby, Småland    |       | 57.888812, 16.439112 | 10080603090002 | Ladda upp en bild av detta fornminne      |
| Gamleby 309:3                  | Stensättning                |              | Gamleby, Småland    |       | 57.888642, 16.439021 | 10080603090003 | Ladda upp en bild av detta fornminne      |
| Gamleby 310:1                  | Stensättning                |              | Gamleby, Småland    |       | 57.888647, 16.440878 | 10080603100001 | Ladda upp en bild av detta fornminne      |
| Gamleby 311:1                  | Stensättning                |              | Gamleby, Småland    |       | 57.888993, 16.441898 | 10080603110001 | Ladda upp en bild av detta fornminne      |
| Gamleby 313:1                  | Stensättning                |              | Gamleby, Småland    |       | 57.868426, 16.496434 | 10080603130001 | Ladda upp en bild av detta fornminne      |
| Gamleby 314:1                  | Stensättning                |              | Gamleby, Småland    |       | 57.867799, 16.497239 | 10080603140001 | Ladda upp en bild av detta fornminne      |
| Gamleby 314:2                  | Stensättning                |              | Gamleby, Småland    |       | 57.867676, 16.497142 | 10080603140002 | Ladda upp en bild av detta fornminne      |
| Gamleby 315:1                  | Stensättning                |              | Gamleby, Småland    |       | 57.865497, 16.500856 | 10080603150001 | Ladda upp en bild av detta fornminne      |
| Gamleby 317:1                  | Stensättning                |              | Gamleby, Småland    |       | 57.866917, 16.502370 | 10080603170001 | Ladda upp en bild av detta fornminne      |
| Gamleby 317:2                  | Röse                        |              | Gamleby, Småland    |       | 57.866768, 16.502272 | 10080603170002 | Ladda upp en bild av detta fornminne      |
| Gamleby 317:3                  | Stensättning                |              | Gamleby, Småland    |       | 57.866671, 16.502384 | 10080603170003 | Ladda upp en bild av detta fornminne      |
| Gamleby 317:4                  | Stensättning                |              | Gamleby, Småland    |       | 57.867015, 16.501927 | 10080603170004 | Ladda upp en bild av detta fornminne      |
| Gamleby 318:1                  | Gravfält                    |              | Gamleby, Småland    |       | 57.870572, 16.506915 | 10080603180001 | Ladda upp en bild av detta fornminne      |
| Gamleby 321:1                  | Röse                        |              | Gamleby, Småland    |       | 57.869095, 16.509151 | 10080603210001 | Ladda upp en bild av detta fornminne      |
| Gamleby 322:1                  | Röse                        |              | Gamleby, Småland    |       | 57.867073, 16.531343 | 10080603220001 | Ladda upp en bild av detta fornminne      |
| Gamleby 322:2                  | Stensättning                |              | Gamleby, Småland    |       | 57.867123, 16.531152 | 10080603220002 | Ladda upp en bild av detta fornminne      |
| Gamleby 323:1                  | Röse                        |              | Gamleby, Småland    |       | 57.857834, 16.532157 | 10080603230001 | Ladda upp en bild av detta fornminne      |
| Gamleby 324:1                  | Röse                        |              | Gamleby, Småland    |       | 57.867232, 16.508611 | 10080603240001 | Ladda upp en bild av detta fornminne      |
| Gamleby 324:2                  | Stensättning                |              | Gamleby, Småland    |       | 57.867479, 16.508455 | 10080603240002 | Ladda upp en bild av detta fornminne      |
| Gamleby 324:3                  | Stensättning                |              | Gamleby, Småland    |       | 57.867385, 16.508833 | 10080603240003 | Ladda upp en bild av detta fornminne      |
| Gamleby 325:1                  | Stensättning                |              | Gamleby, Småland    |       | 57.864965, 16.510231 | 10080603250001 | Ladda upp en bild av detta fornminne      |
| Gamleby 325:2                  | Stensättning                |              | Gamleby, Småland    |       | 57.865032, 16.510761 | 10080603250002 | Ladda upp en bild av detta fornminne      |
| Gamleby 326:1                  | Stensättning                |              | Gamleby, Småland    |       | 57.863995, 16.509785 | 10080603260001 | Ladda upp en bild av detta fornminne      |
| Gamleby 326:2                  | Stensättning                |              | Gamleby, Småland    |       | 57.864047, 16.510470 | 10080603260002 | Ladda upp en bild av detta fornminne      |
| Gamleby 326:3                  | Stensättning                |              | Gamleby, Småland    |       | 57.864455, 16.510809 | 10080603260003 | Ladda upp en bild av detta fornminne      |
| Gamleby 326:4                  | Stensättning                |              | Gamleby, Småland    |       | 57.864506, 16.510685 | 10080603260004 | Ladda upp en bild av detta fornminne      |
| Gamleby 326:5                  | Stensättning                |              | Gamleby, Småland    |       | 57.864402, 16.510582 | 10080603260005 | Ladda upp en bild av detta fornminne      |
| Gamleby 330:1                  | Stensättning                |              | Gamleby, Småland    |       | 57.855529, 16.529126 | 10080603300001 | Ladda upp en bild av detta fornminne      |
| Gamleby 330:2                  | Stensättning                |              | Gamleby, Småland    |       | 57.855433, 16.529256 | 10080603300002 | Ladda upp en bild av detta fornminne      |
| Gamleby 331:1                  | Stensättning                |              | Gamleby, Småland    |       | 57.855175, 16.531624 | 10080603310001 | Ladda upp en bild av detta fornminne      |
| Gamleby 331:2                  | Stensättning                |              | Gamleby, Småland    |       | 57.855054, 16.531741 | 10080603310002 | Ladda upp en bild av detta fornminne      |
| Gamleby 332:1                  | Röse                        |              | Gamleby, Småland    |       | 57.854795, 16.529307 | 10080603320001 | Ladda upp en bild av detta fornminne      |
| Gamleby 333:1                  | Röse                        |              | Gamleby, Småland    |       | 57.854278, 16.528702 | 10080603330001 | Ladda upp en bild av detta fornminne      |
| Gamleby 334:1                  | Gravfält                    |              | Gamleby, Småland    |       | 57.915039, 16.362940 | 10080603340001 | Ladda upp en bild av detta fornminne      |
| Gamleby 335:1                  | Stensättning                |              | Gamleby, Småland    |       | 57.913828, 16.361907 | 10080603350001 | Ladda upp en bild av detta fornminne      |
| Gamleby 335:2                  | Stensättning                |              | Gamleby, Småland    |       | 57.913761, 16.362066 | 10080603350002 | Ladda upp en bild av detta fornminne      |
| Gamleby 336:1                  | Stensättning                |              | Gamleby, Småland    |       | 57.913561, 16.362721 | 10080603360001 | Ladda upp en bild av detta fornminne      |
| Gamleby 337:1                  | Gravfält                    |              | Gamleby, Småland    |       | 57.913961, 16.353941 | 10080603370001 | Ladda upp en bild av detta fornminne      |
| Gamleby 338:1                  | Gravfält                    |              | Gamleby, Småland    |       | 57.915443, 16.357769 | 10080603380001 | Ladda upp en bild av detta fornminne      |
| Gamleby 341:1                  | Stensättning                |              | Gamleby, Småland    |       | 57.916543, 16.358794 | 10080603410001 | Ladda upp en bild av detta fornminne      |
| Gamleby 341:2                  | Stensättning                |              | Gamleby, Småland    |       | 57.916563, 16.359006 | 10080603410002 | Ladda upp en bild av detta fornminne      |
| Gamleby 342:1                  | Stensättning                |              | Gamleby, Småland    |       | 57.916843, 16.357271 | 10080603420001 | Ladda upp en bild av detta fornminne      |
| Gamleby 342:2                  | Stensättning                |              | Gamleby, Småland    |       | 57.916920, 16.357089 | 10080603420002 | Ladda upp en bild av detta fornminne      |
| Gamleby 342:3                  | Stensättning                |              | Gamleby, Småland    |       | 57.917054, 16.356889 | 10080603420003 | Ladda upp en bild av detta fornminne      |
| Gamleby 344:1                  | Röse                        |              | Gamleby, Småland    |       | 57.916198, 16.366516 | 10080603440001 | Ladda upp en bild av detta fornminne      |
| Gamleby 344:2                  | Stensättning                |              | Gamleby, Småland    |       | 57.916363, 16.366434 | 10080603440002 | Ladda upp en bild av detta fornminne      |
| Gamleby 345:1                  | Röse                        |              | Gamleby, Småland    |       | 57.916456, 16.351090 | 10080603450001 | Ladda upp en bild av detta fornminne      |
| Gamleby 346:1                  | Stensättning                |              | Gamleby, Småland    |       | 57.916785, 16.349894 | 10080603460001 | Ladda upp en bild av detta fornminne      |
| Gamleby 347:1                  | Röse                        |              | Gamleby, Småland    |       | 57.919376, 16.357848 | 10080603470001 | Ladda upp en bild av detta fornminne      |
| Gamleby 348:1                  | Röse                        |              | Gamleby, Småland    |       | 57.920145, 16.356992 | 10080603480001 | Ladda upp en bild av detta fornminne      |
| Gamleby 349:1                  | Stensättning                |              | Gamleby, Småland    |       | 57.917307, 16.356466 | 10080603490001 | Ladda upp en bild av detta fornminne      |
| Gamleby 349:2                  | Stensättning                |              | Gamleby, Småland    |       | 57.917411, 16.356729 | 10080603490002 | Ladda upp en bild av detta fornminne      |
| Gamleby 351:1                  | Gravfält                    |              | Gamleby, Småland    |       | 57.921249, 16.363263 | 10080603510001 | Ladda upp en bild av detta fornminne      |
| Gamleby 352:1                  | Röse                        |              | Gamleby, Småland    |       | 57.924437, 16.347840 | 10080603520001 | Ladda upp en bild av detta fornminne      |
| Gamleby 352:2                  | Röse                        |              | Gamleby, Småland    |       | 57.924758, 16.347401 | 10080603520002 | Ladda upp en bild av detta fornminne      |
| Gamleby 353:1                  | Stensättning                |              | Gamleby, Småland    |       | 57.914562, 16.347708 | 10080603530001 | Ladda upp en bild av detta fornminne      |
| Gamleby 353:2                  | Stensättning                |              | Gamleby, Småland    |       | 57.914643, 16.347586 | 10080603530002 | Ladda upp en bild av detta fornminne      |
| Gamleby 354:1                  | Gravfält                    |              | Gamleby, Småland    |       | 57.915744, 16.347078 | 10080603540001 | Ladda upp en bild av detta fornminne      |
| Gamleby 355:1                  | Stensättning                |              | Gamleby, Småland    |       | 57.912819, 16.340585 | 10080603550001 | Ladda upp en bild av detta fornminne      |
| Gamleby 356:1                  | Stensättning                |              | Gamleby, Småland    |       | 57.911402, 16.338811 | 10080603560001 | Ladda upp en bild av detta fornminne      |
| Gamleby 357:1                  | Gravfält                    |              | Gamleby, Småland    |       | 57.910009, 16.336725 | 10080603570001 | Ladda upp en bild av detta fornminne      |
| Gamleby 358:1                  | Röse                        |              | Gamleby, Småland    |       | 57.925551, 16.318063 | 10080603580001 | Ladda upp en bild av detta fornminne      |
| Gamleby 360:1                  | Kyrka/kapell                |              | Gamleby, Småland    |       | 57.900460, 16.406901 | 10080603600001 | Ladda upp en bild av detta fornminne      |
| Gamleby 366:1                  | Gravfält                    |              | Gamleby, Småland    |       | 57.871422, 16.381628 | 10080603660001 | Ladda upp en bild av detta fornminne      |
| Gamleby 367:1                  | Fornborg                    |              | Gamleby, Småland    |       | 57.936167, 16.248307 | 10080603670001 | Ladda upp en bild av detta fornminne      |
| Gamleby 368:1                  | Röse                        |              | Gamleby, Småland    |       | 57.897736, 16.460801 | 10080603680001 | Ladda upp en bild av detta fornminne      |
| Gamleby 369:1                  | Röse                        |              | Gamleby, Småland    |       | 57.895214, 16.461321 | 10080603690001 | Ladda upp en bild av detta fornminne      |
| Gamleby 371:1                  | Hällristning                |              | Gamleby, Småland    |       | 57.895334, 16.401715 | 10080603710001 | Ladda upp en bild av detta fornminne      |
| Gamleby 373:1                  | Stensättning                |              | Gamleby, Småland    |       | 57.892867, 16.371966 | 10080603730001 | Ladda upp en bild av detta fornminne      |
| Gamleby 374:1                  | Röse                        |              | Gamleby, Småland    |       | 57.870953, 16.506468 | 10080603740001 | Ladda upp en bild av detta fornminne      |
| Gamleby 375:1                  | Stensättning                |              | Gamleby, Småland    |       | 57.869871, 16.508481 | 10080603750001 | Ladda upp en bild av detta fornminne      |
| Gamleby 377:2                  | Hällristning                |              | Gamleby, Småland    |       | 57.872173, 16.448436 | 10080603770002 | Ladda upp en bild av detta fornminne      |
| Gamleby 378:2                  | Grav markerad av sten/block |              | Gamleby, Småland    |       | 57.892140, 16.432142 | 10080603780002 | Ladda upp en bild av detta fornminne      |
| Gamleby 379:1                  | Hällristning                |              | Gamleby, Småland    |       | 57.870108, 16.447351 | 10080603790001 | Ladda upp en bild av detta fornminne      |
| Gamleby 380:1                  | Hällristning                |              | Gamleby, Småland    |       | 57.872034, 16.446384 | 10080603800001 | Ladda upp en bild av detta fornminne      |
| Gamleby 381:1                  | Stensättning                |              | Gamleby, Småland    |       | 57.872279, 16.445517 | 10080603810001 | Ladda upp en bild av detta fornminne      |
| Gamleby 382:1                  | Stensättning                |              | Gamleby, Småland    |       | 57.888630, 16.463582 | 10080603820001 | Ladda upp en bild av detta fornminne      |
| Gamleby 382:2                  | Röse                        |              | Gamleby, Småland    |       | 57.888654, 16.464555 | 10080603820002 | Ladda upp en bild av detta fornminne      |
| Gamleby 383:1                  | Hällristning                |              | Gamleby, Småland    |       | 57.895793, 16.456055 | 10080603830001 | Ladda upp en bild av detta fornminne      |
| Gamleby 384:1                  | Stensättning                |              | Gamleby, Småland    |       | 57.888560, 16.450642 | 10080603840001 | Ladda upp en bild av detta fornminne      |
| Gamleby 385:1                  | Stensättning                |              | Gamleby, Småland    |       | 57.887479, 16.450546 | 10080603850001 | Ladda upp en bild av detta fornminne      |
| Gamleby 386:1                  | Hällristning                |              | Gamleby, Småland    |       | 57.891585, 16.463115 | 10080603860001 | Ladda upp en bild av detta fornminne      |
| Gamleby 387:1                  | Hällristning                |              | Gamleby, Småland    |       | 57.893160, 16.462679 | 10080603870001 | Ladda upp en bild av detta fornminne      |
| Gamleby 387:2                  | Hällristning                |              | Gamleby, Småland    |       | 57.892966, 16.463047 | 10080603870002 | Ladda upp en bild av detta fornminne      |
| Gamleby 388:1                  | Hällristning                |              | Gamleby, Småland    |       | 57.892648, 16.462258 | 10080603880001 | Ladda upp en bild av detta fornminne      |
| Gamleby 389:1                  | Hällristning                |              | Gamleby, Småland    |       | 57.895337, 16.453292 | 10080603890001 | Ladda upp en bild av detta fornminne      |
| Gamleby 390:1                  | Hällristning                |              | Gamleby, Småland    |       | 57.895823, 16.451565 | 10080603900001 | Ladda upp en bild av detta fornminne      |
| Gamleby 391:1                  | Hällristning                |              | Gamleby, Småland    |       | 57.896328, 16.452192 | 10080603910001 | Ladda upp en bild av detta fornminne      |
| Gamleby 393:1                  | Runristning                 |              | Gamleby, Småland    |       | 57.906539, 16.411917 | 10080603930001 | Ladda upp en till bild av detta fornminne |
| Gamleby 394:1                  | Hällristning                |              | Gamleby, Småland    |       | 57.918685, 16.403652 | 10080603940001 | Ladda upp en bild av detta fornminne      |
| Gamleby 397:1                  | Stensättning                |              | Gamleby, Småland    |       | 57.892022, 16.354784 | 10080603970001 | Ladda upp en bild av detta fornminne      |
| Gamleby 397:2                  | Stensättning                |              | Gamleby, Småland    |       | 57.891930, 16.354809 | 10080603970002 | Ladda upp en bild av detta fornminne      |
| Gamleby 397:3                  | Stensättning                |              | Gamleby, Småland    |       | 57.891445, 16.354793 | 10080603970003 | Ladda upp en bild av detta fornminne      |
| Gamleby 398:1                  | Stensättning                |              | Gamleby, Småland    |       | 57.905635, 16.382018 | 10080603980001 | Ladda upp en bild av detta fornminne      |
| Gamleby 398:2                  | Stensättning                |              | Gamleby, Småland    |       | 57.905490, 16.382248 | 10080603980002 | Ladda upp en bild av detta fornminne      |
| Gamleby 401:1                  | Stensättning                |              | Gamleby, Småland    |       | 57.927844, 16.258522 | 10080604010001 | Ladda upp en bild av detta fornminne      |
| Gamleby 402:1                  | Stensättning                |              | Gamleby, Småland    |       | 57.928852, 16.270231 | 10080604020001 | Ladda upp en bild av detta fornminne      |
| Gamleby 404:1                  | Hällristning                |              | Gamleby, Småland    |       | 57.926767, 16.273670 | 10080604040001 | Ladda upp en bild av detta fornminne      |
| Gamleby 406:1                  | Hällristning                |              | Gamleby, Småland    |       | 57.931503, 16.274327 | 10080604060001 | Ladda upp en bild av detta fornminne      |
| Gamleby 407:1                  | Stensättning                |              | Gamleby, Småland    |       | 57.921379, 16.292865 | 10080604070001 | Ladda upp en bild av detta fornminne      |
| Gamleby 407:2                  | Stensättning                |              | Gamleby, Småland    |       | 57.921556, 16.292791 | 10080604070002 | Ladda upp en bild av detta fornminne      |
| Gamleby 410:1                  | Hällristning                |              | Gamleby, Småland    |       | 57.909192, 16.352957 | 10080604100001 | Ladda upp en bild av detta fornminne      |
| Gamleby 410:2                  | Hällristning                |              | Gamleby, Småland    |       | 57.909063, 16.352226 | 10080604100002 | Ladda upp en bild av detta fornminne      |
| Gamleby 412:1                  | Hällristning                |              | Gamleby, Småland    |       | 57.909907, 16.357150 | 10080604120001 | Ladda upp en bild av detta fornminne      |
| Gamleby 414:1                  | Hällristning                |              | Gamleby, Småland    |       | 57.908342, 16.356866 | 10080604140001 | Ladda upp en bild av detta fornminne      |
| Gamleby 414:2                  | Hällristning                |              | Gamleby, Småland    |       | 57.908263, 16.356870 | 10080604140002 | Ladda upp en bild av detta fornminne      |
| Gamleby 415:1                  | Hällristning                |              | Gamleby, Småland    |       | 57.915354, 16.351141 | 10080604150001 | Ladda upp en bild av detta fornminne      |
| Gamleby 416:1                  | Stensättning                |              | Gamleby, Småland    |       | 57.908111, 16.367793 | 10080604160001 | Ladda upp en bild av detta fornminne      |
| Gamleby 417:1                  | Hällristning                |              | Gamleby, Småland    |       | 57.910699, 16.362388 | 10080604170001 | Ladda upp en bild av detta fornminne      |
| Gamleby 417:2                  | Hällristning                |              | Gamleby, Småland    |       | 57.910480, 16.362392 | 10080604170002 | Ladda upp en bild av detta fornminne      |
| Gamleby 418:1                  | Hällristning                |              | Gamleby, Småland    |       | 57.906242, 16.372188 | 10080604180001 | Ladda upp en bild av detta fornminne      |
| Gamleby 419:1                  | Hällristning                |              | Gamleby, Småland    |       | 57.903529, 16.375302 | 10080604190001 | Ladda upp en bild av detta fornminne      |
| Gamleby 420:1                  | Hällristning                |              | Gamleby, Småland    |       | 57.915131, 16.363777 | 10080604200001 | Ladda upp en bild av detta fornminne      |
| Gamleby 421:1                  | Stensättning                |              | Gamleby, Småland    |       | 57.915875, 16.363356 | 10080604210001 | Ladda upp en bild av detta fornminne      |
| Gamleby 421:2                  | Stensättning                |              | Gamleby, Småland    |       | 57.915983, 16.363218 | 10080604210002 | Ladda upp en bild av detta fornminne      |
| Gamleby 422:1                  | Stensättning                |              | Gamleby, Småland    |       | 57.917382, 16.353181 | 10080604220001 | Ladda upp en bild av detta fornminne      |
| Gamleby 423:1                  | Röse                        |              | Gamleby, Småland    |       | 57.914186, 16.385539 | 10080604230001 | Ladda upp en bild av detta fornminne      |
| Gamleby 424:1                  | Stensättning                |              | Gamleby, Småland    |       | 57.912941, 16.379745 | 10080604240001 | Ladda upp en bild av detta fornminne      |
| Gamleby 425:1                  | Stensättning                |              | Gamleby, Småland    |       | 57.913631, 16.378829 | 10080604250001 | Ladda upp en bild av detta fornminne      |
| Gamleby 425:2                  | Stensättning                |              | Gamleby, Småland    |       | 57.913599, 16.379085 | 10080604250002 | Ladda upp en bild av detta fornminne      |
| Gamleby 427:1                  | Hällristning                |              | Gamleby, Småland    |       | 57.907239, 16.349792 | 10080604270001 | Ladda upp en bild av detta fornminne      |
| Gamleby 427:2                  | Hällristning                |              | Gamleby, Småland    |       | 57.907284, 16.349789 | 10080604270002 | Ladda upp en bild av detta fornminne      |
| Gamleby 428:1                  | Hällristning                |              | Gamleby, Småland    |       | 57.908822, 16.346511 | 10080604280001 | Ladda upp en bild av detta fornminne      |
| Gamleby 428:2                  | Hällristning                |              | Gamleby, Småland    |       | 57.908766, 16.346606 | 10080604280002 | Ladda upp en bild av detta fornminne      |
| Gamleby 429:1                  | Hällristning                |              | Gamleby, Småland    |       | 57.910112, 16.353004 | 10080604290001 | Ladda upp en bild av detta fornminne      |
| Gamleby 430:1                  | Hällristning                |              | Gamleby, Småland    |       | 57.900186, 16.384942 | 10080604300001 | Ladda upp en bild av detta fornminne      |
| Gamleby 431:1                  | Hällristning                |              | Gamleby, Småland    |       | 57.898276, 16.390836 | 10080604310001 | Ladda upp en bild av detta fornminne      |
| Gamleby 432:1                  | Hällristning                |              | Gamleby, Småland    |       | 57.892453, 16.390945 | 10080604320001 | Ladda upp en bild av detta fornminne      |
| Gamleby 433:1                  | Hällristning                |              | Gamleby, Småland    |       | 57.894465, 16.390851 | 10080604330001 | Ladda upp en bild av detta fornminne      |
| Gamleby 434:1                  | Hällristning                |              | Gamleby, Småland    |       | 57.889639, 16.393826 | 10080604340001 | Ladda upp en bild av detta fornminne      |
| Gamleby 435:1                  | Stensättning                |              | Gamleby, Småland    |       | 57.886117, 16.389347 | 10080604350001 | Ladda upp en bild av detta fornminne      |
| Gamleby 436:1                  | Hällristning                |              | Gamleby, Småland    |       | 57.891150, 16.395874 | 10080604360001 | Ladda upp en bild av detta fornminne      |
| Gamleby 436:2                  | Hällristning                |              | Gamleby, Småland    |       | 57.890965, 16.395964 | 10080604360002 | Ladda upp en bild av detta fornminne      |
| Gamleby 438:1                  | Hällristning                |              | Gamleby, Småland    |       | 57.890271, 16.373879 | 10080604380001 | Ladda upp en bild av detta fornminne      |
| Gamleby 439:1                  | Stensättning                |              | Gamleby, Småland    |       | 57.891638, 16.347042 | 10080604390001 | Ladda upp en bild av detta fornminne      |
| Gamleby 440:1                  | Hällristning                |              | Gamleby, Småland    |       | 57.876633, 16.392966 | 10080604400001 | Ladda upp en bild av detta fornminne      |
| Gamleby 441:1                  | Stensättning                |              | Gamleby, Småland    |       | 57.873925, 16.404092 | 10080604410001 | Ladda upp en bild av detta fornminne      |
| Gamleby 441:2                  | Stensättning                |              | Gamleby, Småland    |       | 57.873882, 16.403904 | 10080604410002 | Ladda upp en bild av detta fornminne      |
| Gamleby 442:1                  | Hällristning                |              | Gamleby, Småland    |       | 57.875163, 16.398309 | 10080604420001 | Ladda upp en bild av detta fornminne      |
| Gamleby 443:1                  | Stensättning                |              | Gamleby, Småland    |       | 57.870305, 16.503927 | 10080604430001 | Ladda upp en bild av detta fornminne      |
| Gamleby 444:1                  | Röse                        |              | Gamleby, Småland    |       | 57.869565, 16.503200 | 10080604440001 | Ladda upp en bild av detta fornminne      |
| Gamleby 446:1                  | Stensättning                |              | Gamleby, Småland    |       | 57.886476, 16.438323 | 10080604460001 | Ladda upp en bild av detta fornminne      |
| Gamleby 447:1                  | Hällristning                |              | Gamleby, Småland    |       | 57.892253, 16.456419 | 10080604470001 | Ladda upp en bild av detta fornminne      |
| Gamleby 453:1                  | Hällristning                |              | Gamleby, Småland    |       | 57.893815, 16.403377 | 10080604530001 | Ladda upp en bild av detta fornminne      |
| Gamleby 457:1                  | Hällristning                |              | Gamleby, Småland    |       | 57.945503, 16.313881 | 10080604570001 | Ladda upp en bild av detta fornminne      |
| Gamleby 463:1                  | Hällristning                |              | Gamleby, Småland    |       | 57.889337, 16.401686 | 10080604630001 | Ladda upp en bild av detta fornminne      |
| Gamleby 468                    | Hällristning                |              | Gamleby, Småland    |       | 57.868933, 16.453760 | 12000000073384 | Ladda upp en bild av detta fornminne      |
| Gamleby 469                    | Hällristning                |              | Gamleby, Småland    |       | 57.869211, 16.453697 | 12000000073394 | Ladda upp en bild av detta fornminne      |
| Gamleby 470                    | Hällristning                |              | Gamleby, Småland    |       | 57.924401, 16.393837 | 12000000076916 | Ladda upp en bild av detta fornminne      |
| Gamleby 471                    | Hällristning                |              | Gamleby, Småland    |       | 57.923905, 16.393808 | 12000000076919 | Ladda upp en bild av detta fornminne      |
| Gamleby 473                    | Hällristning                |              | Gamleby, Småland    |       | 57.911975, 16.413424 | 12000000085121 | Ladda upp en bild av detta fornminne      |
| Gamleby 474                    | Hällristning                |              | Gamleby, Småland    |       | 57.911629, 16.413694 | 12000000085123 | Ladda upp en bild av detta fornminne      |
| Gamleby 475                    | Hällristning                |              | Gamleby, Småland    |       | 57.922152, 16.398594 | 12000000108085 | Ladda upp en bild av detta fornminne      |
| Gamleby 476                    | Hällristning                |              | Gamleby, Småland    |       | 57.921564, 16.398691 | 12000000108088 | Ladda upp en bild av detta fornminne      |
| Gamleby 477                    | Hällristning                |              | Gamleby, Småland    |       | 57.920993, 16.398929 | 12000000108091 | Ladda upp en bild av detta fornminne      |
| Gamleby 478                    | Hällristning                |              | Gamleby, Småland    |       | 57.922033, 16.398422 | 12000000108098 | Ladda upp en bild av detta fornminne      |
| Gamleby 479                    | Hällristning                |              | Gamleby, Småland    |       | 57.923043, 16.398189 | 12000000108102 | Ladda upp en bild av detta fornminne      |
| Gamleby 480                    | Hällristning                |              | Gamleby, Småland    |       | 57.922458, 16.398217 | 12000000108106 | Ladda upp en bild av detta fornminne      |
| Gamleby 481                    | Hällristning                |              | Gamleby, Småland    |       | 57.921351, 16.398062 | 12000000108108 | Ladda upp en bild av detta fornminne      |
| Gamleby 482                    | Hällristning                |              | Gamleby, Småland    |       | 57.921921, 16.398659 | 12000000108112 | Ladda upp en bild av detta fornminne      |
| Gamleby 483                    | Hällristning                |              | Gamleby, Småland    |       | 57.921741, 16.398591 | 12000000108114 | Ladda upp en bild av detta fornminne      |
| Gamleby 484                    | Hällristning                |              | Gamleby, Småland    |       | 57.921795, 16.398433 | 12000000108116 | Ladda upp en bild av detta fornminne      |
| Gamleby 485                    | Hällristning                |              | Gamleby, Småland    |       | 57.891695, 16.399958 | 12000000117552 | Ladda upp en bild av detta fornminne      |
| Gamleby 486                    | Hällristning                |              | Gamleby, Småland    |       | 57.891608, 16.397166 | 12000000117572 | Ladda upp en bild av detta fornminne      |
| Gamleby 487                    | Hällristning                |              | Gamleby, Småland    |       | 57.891520, 16.397212 | 12000000117574 | Ladda upp en bild av detta fornminne      |
| Gamleby 488                    | Hällristning                |              | Gamleby, Småland    |       | 57.891175, 16.393758 | 12000000117734 | Ladda upp en bild av detta fornminne      |
| Gamleby 489                    | Hällristning                |              | Gamleby, Småland    |       | 57.891420, 16.393845 | 12000000117736 | Ladda upp en bild av detta fornminne      |
| Gamleby 490                    | Hällristning                |              | Gamleby, Småland    |       | 57.890888, 16.396025 | 12000000117809 | Ladda upp en bild av detta fornminne      |
| Gamleby 491                    | Hällristning                |              | Gamleby, Småland    |       | 57.890978, 16.395919 | 12000000117811 | Ladda upp en bild av detta fornminne      |
| Gamleby 492                    | Hällristning                |              | Gamleby, Småland    |       | 57.889498, 16.401619 | 12000000117817 | Ladda upp en bild av detta fornminne      |
| Gamleby 493                    | Hällristning                |              | Gamleby, Småland    |       | 57.893776, 16.403128 | 12000000117819 | Ladda upp en bild av detta fornminne      |
| Gamleby 494                    | Hällristning                |              | Gamleby, Småland    |       | 57.889403, 16.401675 | 12000000117821 | Ladda upp en bild av detta fornminne      |
| Gamleby 495                    | Hällristning                |              | Gamleby, Småland    |       | 57.896603, 16.392594 | 12000000118714 | Ladda upp en bild av detta fornminne      |
| Gamleby 496                    | Hällristning                |              | Gamleby, Småland    |       | 57.896236, 16.393416 | 12000000118719 | Ladda upp en bild av detta fornminne      |
| Gamleby 497                    | Hällristning                |              | Gamleby, Småland    |       | 57.896798, 16.392542 | 12000000118721 | Ladda upp en bild av detta fornminne      |
| Gamleby 498                    | Hällristning                |              | Gamleby, Småland    |       | 57.896733, 16.392541 | 12000000118723 | Ladda upp en bild av detta fornminne      |
| Gamleby 499                    | Hällristning                |              | Gamleby, Småland    |       | 57.896774, 16.392301 | 12000000118726 | Ladda upp en bild av detta fornminne      |
| Gamleby 500                    | Hällristning                |              | Gamleby, Småland    |       | 57.896142, 16.391998 | 12000000118729 | Ladda upp en bild av detta fornminne      |
| Gamleby 501                    | Hällristning                |              | Gamleby, Småland    |       | 57.896622, 16.392477 | 12000000118731 | Ladda upp en bild av detta fornminne      |
| Gamleby 502                    | Hällristning                |              | Gamleby, Småland    |       | 57.896234, 16.393562 | 12000000118734 | Ladda upp en bild av detta fornminne      |
| Gamleby 503                    | Hällristning                |              | Gamleby, Småland    |       | 57.896234, 16.393591 | 12000000118737 | Ladda upp en bild av detta fornminne      |
| Gamleby 504                    | Hällristning                |              | Gamleby, Småland    |       | 57.896775, 16.391880 | 12000000118739 | Ladda upp en bild av detta fornminne      |
| Gamleby 505                    | Hällristning                |              | Gamleby, Småland    |       | 57.896781, 16.391844 | 12000000118741 | Ladda upp en bild av detta fornminne      |
| Gamleby 506                    | Hällristning                |              | Gamleby, Småland    |       | 57.894032, 16.396580 | 12000000118745 | Ladda upp en bild av detta fornminne      |
| Gamleby 507                    | Hällristning                |              | Gamleby, Småland    |       | 57.894048, 16.396581 | 12000000118747 | Ladda upp en bild av detta fornminne      |
| Gamleby 508                    | Hällristning                |              | Gamleby, Småland    |       | 57.895702, 16.388790 | 12000000118766 | Ladda upp en bild av detta fornminne      |
| Gamleby 509                    | Hällristning                |              | Gamleby, Småland    |       | 57.894680, 16.389732 | 12000000118773 | Ladda upp en bild av detta fornminne      |
| Gamleby 510                    | Hällristning                |              | Gamleby, Småland    |       | 57.894094, 16.387863 | 12000000118775 | Ladda upp en bild av detta fornminne      |
| Gamleby 511                    | Hällristning                |              | Gamleby, Småland    |       | 57.918728, 16.403054 | 12000000118887 | Ladda upp en bild av detta fornminne      |
| Gamleby 512                    | Hällristning                |              | Gamleby, Småland    |       | 57.918385, 16.403602 | 12000000118890 | Ladda upp en bild av detta fornminne      |
| Gamleby 513                    | Hällristning                |              | Gamleby, Småland    |       | 57.918389, 16.403764 | 12000000118893 | Ladda upp en bild av detta fornminne      |
| Gamleby 514                    | Hällristning                |              | Gamleby, Småland    |       | 57.916374, 16.402740 | 12000000118896 | Ladda upp en bild av detta fornminne      |
| Gamleby 515                    | Hällristning                |              | Gamleby, Småland    |       | 57.916454, 16.402597 | 12000000118899 | Ladda upp en bild av detta fornminne      |
| Gamleby 516                    | Hällristning                |              | Gamleby, Småland    |       | 57.922425, 16.394595 | 12000000118915 | Ladda upp en bild av detta fornminne      |
| Gamleby 517                    | Hällristning                |              | Gamleby, Småland    |       | 57.922646, 16.394401 | 12000000118917 | Ladda upp en bild av detta fornminne      |
| Gamleby 518                    | Hällristning                |              | Gamleby, Småland    |       | 57.920559, 16.396595 | 12000000118919 | Ladda upp en bild av detta fornminne      |
| Gamleby 519                    | Hällristning                |              | Gamleby, Småland    |       | 57.922626, 16.394790 | 12000000118921 | Ladda upp en bild av detta fornminne      |
| Gamleby 520                    | Hällristning                |              | Gamleby, Småland    |       | 57.922337, 16.394919 | 12000000118923 | Ladda upp en bild av detta fornminne      |
| Gamleby 521                    | Hällristning                |              | Gamleby, Småland    |       | 57.922344, 16.395292 | 12000000118925 | Ladda upp en bild av detta fornminne      |
| Gamleby 522                    | Hällristning                |              | Gamleby, Småland    |       | 57.921890, 16.393557 | 12000000118942 | Ladda upp en bild av detta fornminne      |
| Gamleby 523                    | Hällristning                |              | Gamleby, Småland    |       | 57.924023, 16.395181 | 12000000118944 | Ladda upp en bild av detta fornminne      |
| Gamleby 524                    | Hällristning                |              | Gamleby, Småland    |       | 57.924838, 16.392180 | 12000000118946 | Ladda upp en bild av detta fornminne      |
| Gamleby 525                    | Hällristning                |              | Gamleby, Småland    |       | 57.895278, 16.453025 | 12000000118977 | Ladda upp en bild av detta fornminne      |
| Gamleby 526                    | Hällristning                |              | Gamleby, Småland    |       | 57.895477, 16.453409 | 12000000118979 | Ladda upp en bild av detta fornminne      |
| Gamleby 527                    | Hällristning                |              | Gamleby, Småland    |       | 57.892657, 16.457963 | 12000000118985 | Ladda upp en bild av detta fornminne      |
| Gamleby 528                    | Hällristning                |              | Gamleby, Småland    |       | 57.896450, 16.451463 | 12000000118987 | Ladda upp en bild av detta fornminne      |
| Gamleby 529                    | Hällristning                |              | Gamleby, Småland    |       | 57.896390, 16.451543 | 12000000118989 | Ladda upp en bild av detta fornminne      |
| Gamleby 530                    | Hällristning                |              | Gamleby, Småland    |       | 57.891066, 16.459728 | 12000000119012 | Ladda upp en bild av detta fornminne      |
| Gamleby 531                    | Hällristning                |              | Gamleby, Småland    |       | 57.895723, 16.453187 | 12000000119015 | Ladda upp en bild av detta fornminne      |
| Gamleby 532                    | Hällristning                |              | Gamleby, Småland    |       | 57.895642, 16.453038 | 12000000119017 | Ladda upp en bild av detta fornminne      |
| Gamleby 533                    | Hällristning                |              | Gamleby, Småland    |       | 57.895689, 16.452929 | 12000000119019 | Ladda upp en bild av detta fornminne      |
| Gamleby 534                    | Hällristning                |              | Gamleby, Småland    |       | 57.895663, 16.452817 | 12000000119021 | Ladda upp en bild av detta fornminne      |
| Gamleby 535                    | Hällristning                |              | Gamleby, Småland    |       | 57.897033, 16.454519 | 12000000119027 | Ladda upp en bild av detta fornminne      |
| Gamleby 536                    | Hällristning                |              | Gamleby, Småland    |       | 57.896863, 16.452537 | 12000000119029 | Ladda upp en bild av detta fornminne      |
| Gamleby 537                    | Hällristning                |              | Gamleby, Småland    |       | 57.897576, 16.454576 | 12000000119031 | Ladda upp en bild av detta fornminne      |
| Gamleby 538                    | Hällristning                |              | Gamleby, Småland    |       | 57.896739, 16.454868 | 12000000119033 | Ladda upp en bild av detta fornminne      |
| Gamleby 539                    | Hällristning                |              | Gamleby, Småland    |       | 57.900362, 16.449363 | 12000000119036 | Ladda upp en bild av detta fornminne      |
| Gamleby 540                    | Hällristning                |              | Gamleby, Småland    |       | 57.900267, 16.449498 | 12000000119038 | Ladda upp en bild av detta fornminne      |
| Gamleby 541                    | Hällristning                |              | Gamleby, Småland    |       | 57.900006, 16.449600 | 12000000119040 | Ladda upp en bild av detta fornminne      |
| Gamleby 542                    | Hällristning                |              | Gamleby, Småland    |       | 57.899984, 16.449541 | 12000000119042 | Ladda upp en bild av detta fornminne      |
| Gamleby 543                    | Hällristning                |              | Gamleby, Småland    |       | 57.902117, 16.451740 | 12000000119067 | Ladda upp en bild av detta fornminne      |
| Gamleby 544                    | Hällristning                |              | Gamleby, Småland    |       | 57.901703, 16.451643 | 12000000119069 | Ladda upp en bild av detta fornminne      |
| Gamleby 545                    | Hällristning                |              | Gamleby, Småland    |       | 57.900913, 16.452556 | 12000000119071 | Ladda upp en bild av detta fornminne      |
| Gamleby 546                    | Hällristning                |              | Gamleby, Småland    |       | 57.900737, 16.452949 | 12000000119073 | Ladda upp en bild av detta fornminne      |
| Gamleby 547                    | Hällristning                |              | Gamleby, Småland    |       | 57.905555, 16.446077 | 12000000119075 | Ladda upp en bild av detta fornminne      |
| Gamleby 548                    | Hällristning                |              | Gamleby, Småland    |       | 57.892649, 16.463299 | 12000000119111 | Ladda upp en bild av detta fornminne      |
| Gamleby 549                    | Hällristning                |              | Gamleby, Småland    |       | 57.892667, 16.462164 | 12000000119113 | Ladda upp en bild av detta fornminne      |
| Gamleby 550                    | Hällristning                |              | Gamleby, Småland    |       | 57.886501, 16.461463 | 12000000119124 | Ladda upp en bild av detta fornminne      |
| Gamleby 551                    | Hällristning                |              | Gamleby, Småland    |       | 57.887702, 16.462445 | 12000000119126 | Ladda upp en bild av detta fornminne      |
| Gamleby 552                    | Hällristning                |              | Gamleby, Småland    |       | 57.886457, 16.461502 | 12000000119128 | Ladda upp en bild av detta fornminne      |
| Gamleby 553                    | Hällristning                |              | Gamleby, Småland    |       | 57.888268, 16.462185 | 12000000119133 | Ladda upp en bild av detta fornminne      |
| Gamleby 554                    | Hällristning                |              | Gamleby, Småland    |       | 57.888148, 16.462667 | 12000000119135 | Ladda upp en bild av detta fornminne      |
| Gamleby 555                    | Hällristning                |              | Gamleby, Småland    |       | 57.888000, 16.462739 | 12000000119137 | Ladda upp en bild av detta fornminne      |
| Gamleby 556                    | Hällristning                |              | Gamleby, Småland    |       | 57.887765, 16.462320 | 12000000119139 | Ladda upp en bild av detta fornminne      |
| Gamleby 557                    | Hällristning                |              | Gamleby, Småland    |       | 57.888561, 16.462042 | 12000000119145 | Ladda upp en bild av detta fornminne      |
| Gamleby 558                    | Hällristning                |              | Gamleby, Småland    |       | 57.888156, 16.462298 | 12000000119147 | Ladda upp en bild av detta fornminne      |
| Gamleby 559                    | Hällristning                |              | Gamleby, Småland    |       | 57.888317, 16.462212 | 12000000119149 | Ladda upp en bild av detta fornminne      |
| Gamleby 560                    | Hällristning                |              | Gamleby, Småland    |       | 57.888533, 16.462194 | 12000000119151 | Ladda upp en bild av detta fornminne      |
| Gamleby 561                    | Hällristning                |              | Gamleby, Småland    |       | 57.888588, 16.462075 | 12000000119153 | Ladda upp en bild av detta fornminne      |
| Gamleby 562                    | Hällristning                |              | Gamleby, Småland    |       | 57.888665, 16.462126 | 12000000119189 | Ladda upp en bild av detta fornminne      |
| Gamleby 563                    | Hällristning                |              | Gamleby, Småland    |       | 57.888661, 16.462221 | 12000000119191 | Ladda upp en bild av detta fornminne      |
| Gamleby 564                    | Hällristning                |              | Gamleby, Småland    |       | 57.888697, 16.462297 | 12000000119193 | Ladda upp en bild av detta fornminne      |
| Gamleby 565                    | Hällristning                |              | Gamleby, Småland    |       | 57.888380, 16.462991 | 12000000119195 | Ladda upp en bild av detta fornminne      |
| Gamleby 566                    | Hällristning                |              | Gamleby, Småland    |       | 57.887665, 16.462349 | 12000000119197 | Ladda upp en bild av detta fornminne      |
| Gamleby 567                    | Hällristning                |              | Gamleby, Småland    |       | 57.870473, 16.453011 | 12000000120026 | Ladda upp en bild av detta fornminne      |
| Gamleby 568                    | Hällristning                |              | Gamleby, Småland    |       | 57.870552, 16.451287 | 12000000120029 | Ladda upp en bild av detta fornminne      |
| Gamleby 569                    | Hällristning                |              | Gamleby, Småland    |       | 57.874932, 16.448981 | 12000000120031 | Ladda upp en bild av detta fornminne      |
| Gamleby 571                    | Hällristning                |              | Gamleby, Småland    |       | 57.874967, 16.448661 | 12000000120034 | Ladda upp en bild av detta fornminne      |
| Gamleby 572                    | Hällristning                |              | Gamleby, Småland    |       | 57.872662, 16.452946 | 12000000120036 | Ladda upp en bild av detta fornminne      |
| Gamleby 573                    | Hällristning                |              | Gamleby, Småland    |       | 57.874259, 16.448545 | 12000000120038 | Ladda upp en bild av detta fornminne      |
| Gamleby 574                    | Hällristning                |              | Gamleby, Småland    |       | 57.870910, 16.455873 | 12000000120040 | Ladda upp en bild av detta fornminne      |
| Gamleby 575                    | Hällristning                |              | Gamleby, Småland    |       | 57.874648, 16.448046 | 12000000120042 | Ladda upp en bild av detta fornminne      |
| Gamleby 576                    | Hällristning                |              | Gamleby, Småland    |       | 57.871632, 16.456404 | 12000000120044 | Ladda upp en bild av detta fornminne      |
| Gamleby 577                    | Hällristning                |              | Gamleby, Småland    |       | 57.874185, 16.449534 | 12000000120046 | Ladda upp en bild av detta fornminne      |
| Gamleby 578                    | Hällristning                |              | Gamleby, Småland    |       | 57.871655, 16.449306 | 12000000120049 | Ladda upp en bild av detta fornminne      |
| Gamleby 579                    | Hällristning                |              | Gamleby, Småland    |       | 57.870908, 16.453028 | 12000000120051 | Ladda upp en bild av detta fornminne      |
| Gamleby 580                    | Hällristning                |              | Gamleby, Småland    |       | 57.874056, 16.447701 | 12000000120053 | Ladda upp en bild av detta fornminne      |
| Gamleby 581                    | Hällristning                |              | Gamleby, Småland    |       | 57.873450, 16.450379 | 12000000120057 | Ladda upp en bild av detta fornminne      |
| Gamleby 582                    | Hällristning                |              | Gamleby, Småland    |       | 57.870906, 16.454428 | 12000000120061 | Ladda upp en bild av detta fornminne      |
| Gamleby 583                    | Hällristning                |              | Gamleby, Småland    |       | 57.874144, 16.446408 | 12000000120104 | Ladda upp en bild av detta fornminne      |
| Gamleby 584                    | Hällristning                |              | Gamleby, Småland    |       | 57.873750, 16.445742 | 12000000120106 | Ladda upp en bild av detta fornminne      |
| Gamleby 585                    | Hällristning                |              | Gamleby, Småland    |       | 57.870696, 16.446884 | 12000000120111 | Ladda upp en bild av detta fornminne      |
| Gamleby 586                    | Hällristning                |              | Gamleby, Småland    |       | 57.870612, 16.447303 | 12000000120113 | Ladda upp en bild av detta fornminne      |
| Gamleby 587                    | Hällristning                |              | Gamleby, Småland    |       | 57.870373, 16.447300 | 12000000120115 | Ladda upp en bild av detta fornminne      |
| Gamleby 588                    | Hällristning                |              | Gamleby, Småland    |       | 57.870248, 16.447993 | 12000000120117 | Ladda upp en bild av detta fornminne      |
| Gamleby 589                    | Hällristning                |              | Gamleby, Småland    |       | 57.873826, 16.445635 | 12000000120119 | Ladda upp en bild av detta fornminne      |
| Gamleby 590                    | Hällristning                |              | Gamleby, Småland    |       | 57.873903, 16.445652 | 12000000120121 | Ladda upp en bild av detta fornminne      |
| Gamleby 591                    | Hällristning                |              | Gamleby, Småland    |       | 57.870382, 16.447871 | 12000000120125 | Ladda upp en bild av detta fornminne      |
| Gamleby 592                    | Hällristning                |              | Gamleby, Småland    |       | 57.870419, 16.447904 | 12000000120127 | Ladda upp en bild av detta fornminne      |
| Gamleby 593                    | Hällristning                |              | Gamleby, Småland    |       | 57.872407, 16.446085 | 12000000120129 | Ladda upp en bild av detta fornminne      |
| Gamleby 594                    | Hällristning                |              | Gamleby, Småland    |       | 57.873901, 16.445754 | 12000000120131 | Ladda upp en bild av detta fornminne      |
| Gamleby 595                    | Hällristning                |              | Gamleby, Småland    |       | 57.871697, 16.445807 | 12000000120133 | Ladda upp en bild av detta fornminne      |
| Gamleby 596                    | Hällristning                |              | Gamleby, Småland    |       | 57.871730, 16.445706 | 12000000120135 | Ladda upp en bild av detta fornminne      |
| Gamleby 597                    | Hällristning                |              | Gamleby, Småland    |       | 57.871461, 16.445942 | 12000000120137 | Ladda upp en bild av detta fornminne      |
| Gamleby 598                    | Hällristning                |              | Gamleby, Småland    |       | 57.871128, 16.446137 | 12000000120139 | Ladda upp en bild av detta fornminne      |
| Gamleby 599                    | Hällristning                |              | Gamleby, Småland    |       | 57.871084, 16.446823 | 12000000120141 | Ladda upp en bild av detta fornminne      |
| Gamleby 600                    | Hällristning                |              | Gamleby, Småland    |       | 57.871075, 16.446919 | 12000000120143 | Ladda upp en bild av detta fornminne      |
| Gamleby 601                    | Hällristning                |              | Gamleby, Småland    |       | 57.871288, 16.446489 | 12000000120145 | Ladda upp en bild av detta fornminne      |
| Gamleby 602                    | Hällristning                |              | Gamleby, Småland    |       | 57.871865, 16.445375 | 12000000120148 | Ladda upp en bild av detta fornminne      |
| Gamleby 603                    | Hällristning                |              | Gamleby, Småland    |       | 57.872788, 16.444996 | 12000000120150 | Ladda upp en bild av detta fornminne      |
| Gamleby 604                    | Hällristning                |              | Gamleby, Småland    |       | 57.872237, 16.445530 | 12000000120152 | Ladda upp en bild av detta fornminne      |
| Gamleby 605                    | Stensättning                |              | Gamleby, Småland    |       | 57.872840, 16.445185 | 12000000120154 | Ladda upp en bild av detta fornminne      |
| Gamleby 606                    | Hällristning                |              | Gamleby, Småland    |       | 57.874140, 16.445504 | 12000000120155 | Ladda upp en bild av detta fornminne      |
| Gamleby 607                    | Hällristning                |              | Gamleby, Småland    |       | 57.873286, 16.445579 | 12000000120157 | Ladda upp en bild av detta fornminne      |
| Gamleby 608                    | Hällristning                |              | Gamleby, Småland    |       | 57.872899, 16.445632 | 12000000120160 | Ladda upp en bild av detta fornminne      |
| Gamleby 609                    | Hällristning                |              | Gamleby, Småland    |       | 57.873776, 16.444563 | 12000000120162 | Ladda upp en bild av detta fornminne      |
| Gamleby 610                    | Hällristning                |              | Gamleby, Småland    |       | 57.874105, 16.444905 | 12000000120164 | Ladda upp en bild av detta fornminne      |
| Gamleby 611                    | Hällristning                |              | Gamleby, Småland    |       | 57.874551, 16.444935 | 12000000120221 | Ladda upp en bild av detta fornminne      |
| Gamleby 612                    | Hällristning                |              | Gamleby, Småland    |       | 57.874624, 16.445157 | 12000000120227 | Ladda upp en bild av detta fornminne      |
| Gamleby 613                    | Hällristning                |              | Gamleby, Småland    |       | 57.874791, 16.444654 | 12000000120233 | Ladda upp en bild av detta fornminne      |
| Gamleby 614                    | Hällristning                |              | Gamleby, Småland    |       | 57.874977, 16.444799 | 12000000120240 | Ladda upp en bild av detta fornminne      |
| Gamleby 615                    | Hällristning                |              | Gamleby, Småland    |       | 57.868687, 16.455839 | 12000000120243 | Ladda upp en bild av detta fornminne      |
| Gamleby 616                    | Hällristning                |              | Gamleby, Småland    |       | 57.874921, 16.445300 | 12000000120251 | Ladda upp en bild av detta fornminne      |
| Gamleby 617                    | Hällristning                |              | Gamleby, Småland    |       | 57.875033, 16.445179 | 12000000120259 | Ladda upp en bild av detta fornminne      |
| Gamleby 618                    | Hällristning                |              | Gamleby, Småland    |       | 57.875188, 16.444958 | 12000000120262 | Ladda upp en bild av detta fornminne      |
| Gamleby 619                    | Hällristning                |              | Gamleby, Småland    |       | 57.875359, 16.444678 | 12000000120267 | Ladda upp en bild av detta fornminne      |
| Gamleby 620                    | Hällristning                |              | Gamleby, Småland    |       | 57.875396, 16.444728 | 12000000120269 | Ladda upp en bild av detta fornminne      |
| Gamleby 621                    | Stensättning                |              | Gamleby, Småland    |       | 57.868866, 16.454109 | 12000000120271 | Ladda upp en bild av detta fornminne      |
| Gamleby 622                    | Hällristning                |              | Gamleby, Småland    |       | 57.874721, 16.445467 | 12000000120272 | Ladda upp en bild av detta fornminne      |
| Gamleby 623                    | Hällristning                |              | Gamleby, Småland    |       | 57.878823, 16.437596 | 12000000120280 | Ladda upp en bild av detta fornminne      |
| Gamleby 624                    | Hällristning                |              | Gamleby, Småland    |       | 57.879995, 16.434706 | 12000000120282 | Ladda upp en bild av detta fornminne      |
| Gamleby 625                    | Hällristning                |              | Gamleby, Småland    |       | 57.869650, 16.441412 | 12000000120285 | Ladda upp en bild av detta fornminne      |
| Gamleby 626                    | Hällristning                |              | Gamleby, Småland    |       | 57.869653, 16.441180 | 12000000120287 | Ladda upp en bild av detta fornminne      |
| Gamleby 627                    | Stensättning                |              | Gamleby, Småland    |       | 57.878015, 16.438637 | 12000000120289 | Ladda upp en bild av detta fornminne      |
| Gamleby 628                    | Hällristning                |              | Gamleby, Småland    |       | 57.877735, 16.437437 | 12000000120290 | Ladda upp en bild av detta fornminne      |
| Gamleby 629                    | Hällristning                |              | Gamleby, Småland    |       | 57.873343, 16.441288 | 12000000120292 | Ladda upp en bild av detta fornminne      |
| Gamleby 630                    | Hällristning                |              | Gamleby, Småland    |       | 57.872621, 16.443564 | 12000000120294 | Ladda upp en bild av detta fornminne      |
| Gamleby 631                    | Hällristning                |              | Gamleby, Småland    |       | 57.879057, 16.440071 | 12000000120296 | Ladda upp en bild av detta fornminne      |
| Gamleby 632                    | Hällristning                |              | Gamleby, Småland    |       | 57.873663, 16.441510 | 12000000120298 | Ladda upp en bild av detta fornminne      |
| Gamleby 633                    | Hällristning                |              | Gamleby, Småland    |       | 57.874319, 16.439630 | 12000000120303 | Ladda upp en bild av detta fornminne      |
| Gamleby 634                    | Hällristning                |              | Gamleby, Småland    |       | 57.875955, 16.437032 | 12000000120305 | Ladda upp en bild av detta fornminne      |
| Gamleby 635                    | Hällristning                |              | Gamleby, Småland    |       | 57.869969, 16.441932 | 12000000120307 | Ladda upp en bild av detta fornminne      |
| Gamleby 636                    | Hällristning                |              | Gamleby, Småland    |       | 57.872910, 16.441147 | 12000000120309 | Ladda upp en bild av detta fornminne      |
| Gamleby 637                    | Hällristning                |              | Gamleby, Småland    |       | 57.879255, 16.438281 | 12000000120313 | Ladda upp en bild av detta fornminne      |
| Gamleby 638                    | Hällristning                |              | Gamleby, Småland    |       | 57.869988, 16.442806 | 12000000120315 | Ladda upp en bild av detta fornminne      |
| Gamleby 639                    | Hällristning                |              | Gamleby, Småland    |       | 57.877724, 16.437799 | 12000000120317 | Ladda upp en bild av detta fornminne      |
| Gamleby 640                    | Hällristning                |              | Gamleby, Småland    |       | 57.873813, 16.442002 | 12000000120319 | Ladda upp en bild av detta fornminne      |
| Gamleby 641                    | Hällristning                |              | Gamleby, Småland    |       | 57.872574, 16.440858 | 12000000120321 | Ladda upp en bild av detta fornminne      |
| Gamleby 642                    | Hällristning                |              | Gamleby, Småland    |       | 57.877566, 16.438097 | 12000000120323 | Ladda upp en bild av detta fornminne      |
| Gamleby 643                    | Hällristning                |              | Gamleby, Småland    |       | 57.873490, 16.443309 | 12000000120325 | Ladda upp en bild av detta fornminne      |
| Gamleby 644                    | Hällristning                |              | Gamleby, Småland    |       | 57.872454, 16.441201 | 12000000120327 | Ladda upp en bild av detta fornminne      |
| Gamleby 645                    | Hällristning                |              | Gamleby, Småland    |       | 57.877459, 16.437310 | 12000000120329 | Ladda upp en bild av detta fornminne      |
| Gamleby 646                    | Hällristning                |              | Gamleby, Småland    |       | 57.872577, 16.440611 | 12000000120331 | Ladda upp en bild av detta fornminne      |
| Gamleby 647                    | Hällristning                |              | Gamleby, Småland    |       | 57.877814, 16.437353 | 12000000120335 | Ladda upp en bild av detta fornminne      |
| Gamleby 648                    | Hällristning                |              | Gamleby, Småland    |       | 57.873666, 16.442685 | 12000000120337 | Ladda upp en bild av detta fornminne      |
| Gamleby 649                    | Hällristning                |              | Gamleby, Småland    |       | 57.874326, 16.438262 | 12000000120339 | Ladda upp en bild av detta fornminne      |
| Gamleby 650                    | Hällristning                |              | Gamleby, Småland    |       | 57.871166, 16.442488 | 12000000120348 | Ladda upp en bild av detta fornminne      |
| Gamleby 651                    | Hällristning                |              | Gamleby, Småland    |       | 57.873654, 16.438676 | 12000000120356 | Ladda upp en bild av detta fornminne      |
| Gamleby 652                    | Hällristning                |              | Gamleby, Småland    |       | 57.876296, 16.436532 | 12000000120359 | Ladda upp en bild av detta fornminne      |
| Gamleby 653                    | Hällristning                |              | Gamleby, Småland    |       | 57.874708, 16.438263 | 12000000120368 | Ladda upp en bild av detta fornminne      |
| Gamleby 654                    | Hällristning                |              | Gamleby, Småland    |       | 57.874457, 16.438350 | 12000000120372 | Ladda upp en bild av detta fornminne      |
| Gamleby 655                    | Hällristning                |              | Gamleby, Småland    |       | 57.874441, 16.438129 | 12000000120374 | Ladda upp en bild av detta fornminne      |